# Mohammed

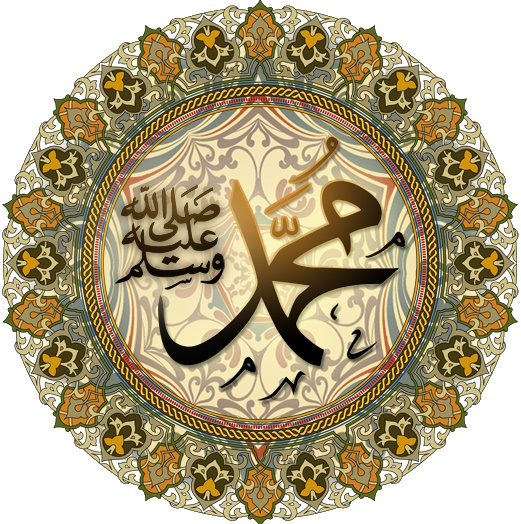
Islamische kalligraphische Darstellung mit dem Namen „Mohammed“ und der zugehörigen Eulogie

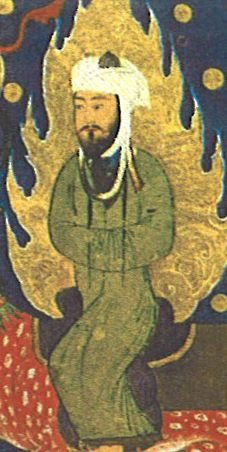
Timuridische Darstellung Mohammeds; aus dem Miradschname, 1436, Herat. Das Werk befindet sich in der Sammlung der Bibliothèque nationale in Paris.

Mohammed oder Mohammad sowie Muhammad, mit vollem Namen Abū l-Qāsim Muhammad b. ʿAbdallāh b. ʿAbd al-Muttalib b. Hāschim b. ʿAbd Manāf al-Quraschī (arabisch أبو القاسم محمد بن عبد الله بن عبد المطلب بن هاشم بن عبد مناف القرشي, DMG Abū l-Qāsim Muḥammad b. ʿAbdallāh b. ʿAbd al-Muṭṭalib b. Hāšim b. ʿAbd Manāf al-Qurašī; geboren zwischen 570 und 573 in Mekka; gestorben am 8. Juni 632 in Medina), war der Religionsstifter des Islam. Er gilt im Islam als Prophet und Gesandter Gottes. Mohammed war sowohl der Führer der religiösen und sozialen Bewegung als auch der Herrscher über den Machtbereich, in dem diese Religion ausgelebt wurde. Die ihm folgenden Kalifen dehnten die arabische Herrschaft über Persien, Syrien, Palästina und Ägypten aus.

## Herkunft und Familie

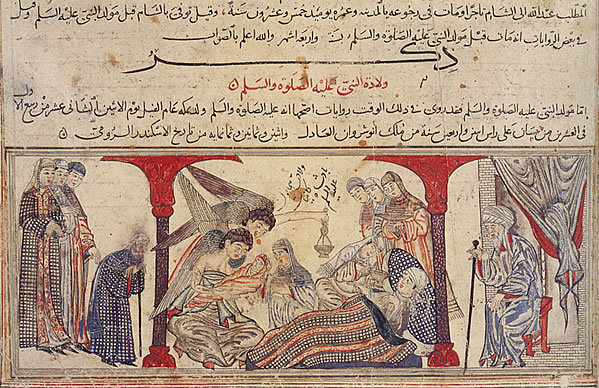
Die Geburt des Propheten Mohammed. Aus dem Dschami at-tawarich (etwa: ‚Universalgeschichte‘), geschrieben von Raschīd ad-Dīn, Iran (Täbris), c. A.H. 714/A.D. 1314–1315 Tinte, Farbpigmente und Gold auf Papier. Edinburgh University Library (MS Arab 20, folio 42r), Cat. 6. Links drei Frauen, rechts der Großvater Mohammeds, ʿAbd al-Muttalib.

Mohammed wurde in der arabischen Stadt Mekka als Familienmitglied der Banū Hāschim aus dem vorherrschenden Stamm der Quraisch geboren. Mohammeds Vater ʿAbdallāh starb wahrscheinlich vor seiner Geburt um das Jahr 570. Seine Mutter Āmina bint Wahb starb um das Jahr 577.
Als Geburtsjahr wird in vielen arabischen Quellen das Jahr des Elefanten angegeben, das nach neuerer Forschung auf die Zeit zwischen 547 und 552 datiert wird. Die Vereinbarkeit mit den übrigen Lebensdaten Mohammeds ist strittig.
At-Tabarī (gestorben 923) zitiert den Historiker und Genealogen Ibn al-Kalbī (gestorben 819) mit der Aussage, Mohammed sei im 42. Jahr nach dem Herrschaftsantritt des Sassanidenherrschers Chosrau I. Anuschirwan geboren worden. Demnach ist seine Geburt auf das Jahr 573 zu datieren. Al-Masʿūdī (gestorben 957) datiert seine Geburt dagegen auf das 39. Regierungsjahr von Chosrau I., das dem Jahr 570 entspricht. Als Zeitpunkt wird der zwölfte Tag im Rabīʿ al-awwal, dem dritten Monat des islamischen Kalenders angegeben.
Mohammed hatte im Laufe seines Lebens rund zehn Ehefrauen. Seine erste Ehefrau war Chadidscha; seine vermutlich jüngste Ehefrau war Aischa, mit der er zwischen ihrem sechsten und neunten Lebensjahr verlobt und verheiratet wurde. Von seinen Kindern sind acht namentlich bekannt. Fatima, seine jüngste Tochter, war das einzige Kind, dessen Nachkommen bis ins Erwachsenenalter überlebten.

## Die mekkanische Zeit (bis 622)

### Frühe Lebensjahre
Mohammed wurde unmittelbar nach seiner Geburt zu der Amme Halīma bint Abī Dhuʾaib gegeben. Um seinen etwa zweijährigen Aufenthalt bei ihr und ihrem Stamm, der nomadisch in der Wüste lebte, ranken sich einige Legenden. Im Alter von sechs Jahren verlor Mohammed seine Mutter Āmina. Anschließend lebte er bei seinem Großvater ʿAbd al-Muttalib, der jedoch zwei Jahre später ebenfalls starb. So kam Mohammed schließlich in den Haushalt seines väterlichen Onkels Abū Tālib (jüngerer Bruder seines Vaters), der als Händler tätig war.
In jungen Jahren arbeitete Mohammed als Schafhirte, später nahm er angeblich an zwei Reisen der Handelskarawanen in den Norden (Syrien, also in das Oströmische Reich) teil. Den Fidschār-Kriegen zwischen den Quraisch und Kināna auf der einen und den Qais ʿAilān auf der anderen Seite, die auf die frühen 590er Jahre datiert werden, soll Mohammed im Alter von 20 Jahren beigewohnt haben.
Gegen 595 bot ihm seine damalige Arbeitgeberin, die 15 Jahre ältere zweifache Kaufmannswitwe Chadidscha bint Chuwailid (555?–619) aus dem angesehenen quraischitischen Geschlecht ʿAbd al-ʿUzzā, die Heirat an. Mit ihrer Hilfe erlangte Mohammed seine finanzielle Unabhängigkeit und soziale Sicherheit – eine Wende in seinem Leben. Auf diese Zeit nimmt auch eine mekkanische Sure im Koran direkten Bezug:

„Hat er dich nicht als Waise gefunden und (dir) Aufnahme gewährt, dich auf dem Irrweg gefunden und rechtgeleitet, und dich bedürftig gefunden und reich gemacht?“

 (Diese Übersetzung und folgende Übersetzungen: Rudi Paret)
Gemäß der Koranexegese gehören diese Verse zu denjenigen Teilen des Koran, in denen Mohammed von Gott direkt angesprochen wird. Sie interpretiert diesen Passus als Charakteristik der gesellschaftlichen Position Mohammeds in Mekka, bevor er seine ersten Offenbarungen hatte.
Aus Mohammeds Ehe mit Chadīdscha ging unter anderem seine Tochter Fatima hervor, die als einziges seiner Kinder selbst Nachkommen hatte. Von ihr stammen alle Nachfahren Mohammeds ab.

### Religiöse Entwicklung und Berufung zum Propheten

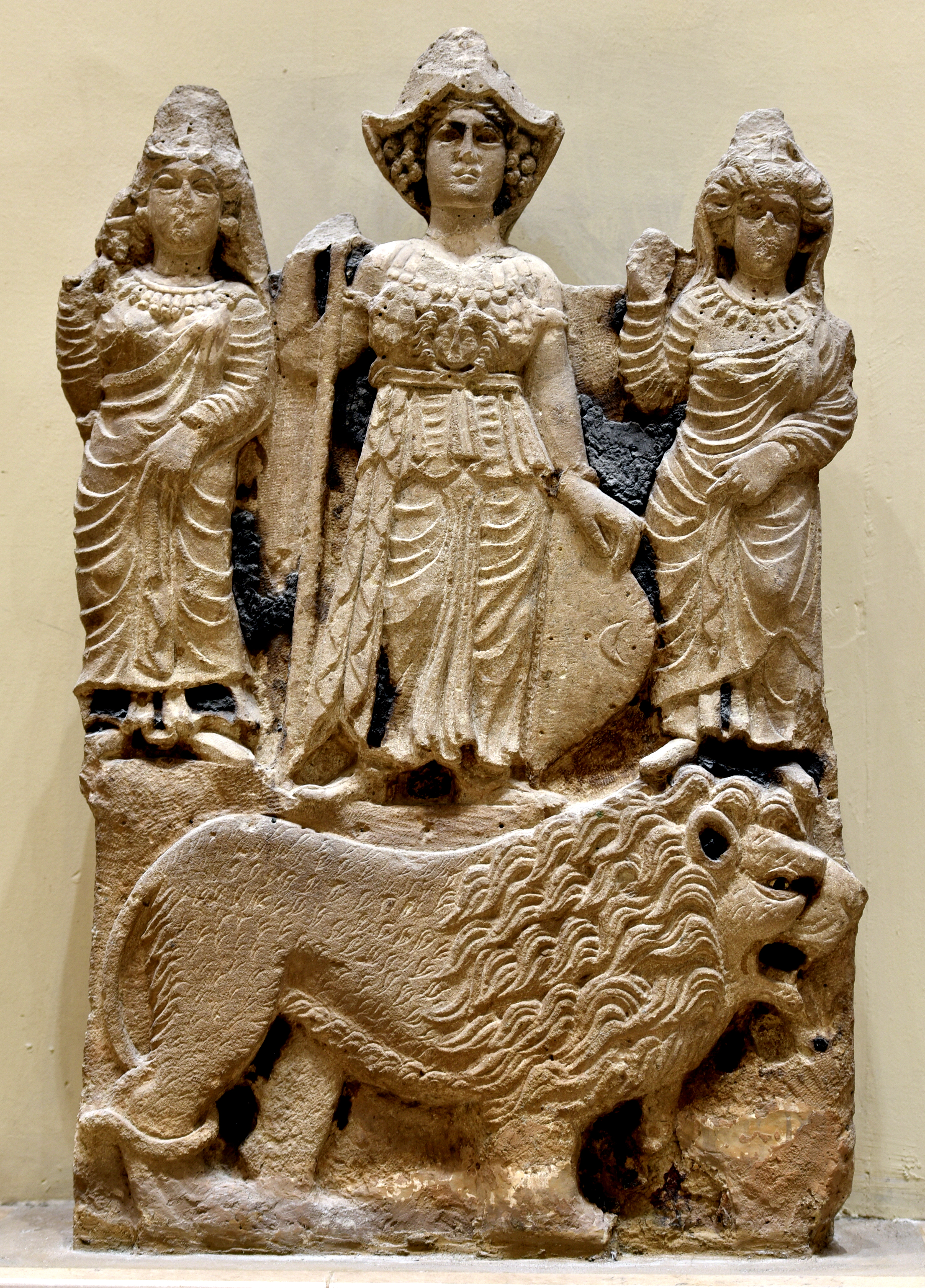
Relief aus parthischer Zeit (vermutlich 1. bis 3. Jahrhundert n. Chr.) aus Hatra mit Darstellung der Göttin al-Lat, flankiert von zwei weiblichen Figuren, möglicherweise al-Uzza und Manat. Ausgestellt im Irak-Museum in Bagdad, Irak.

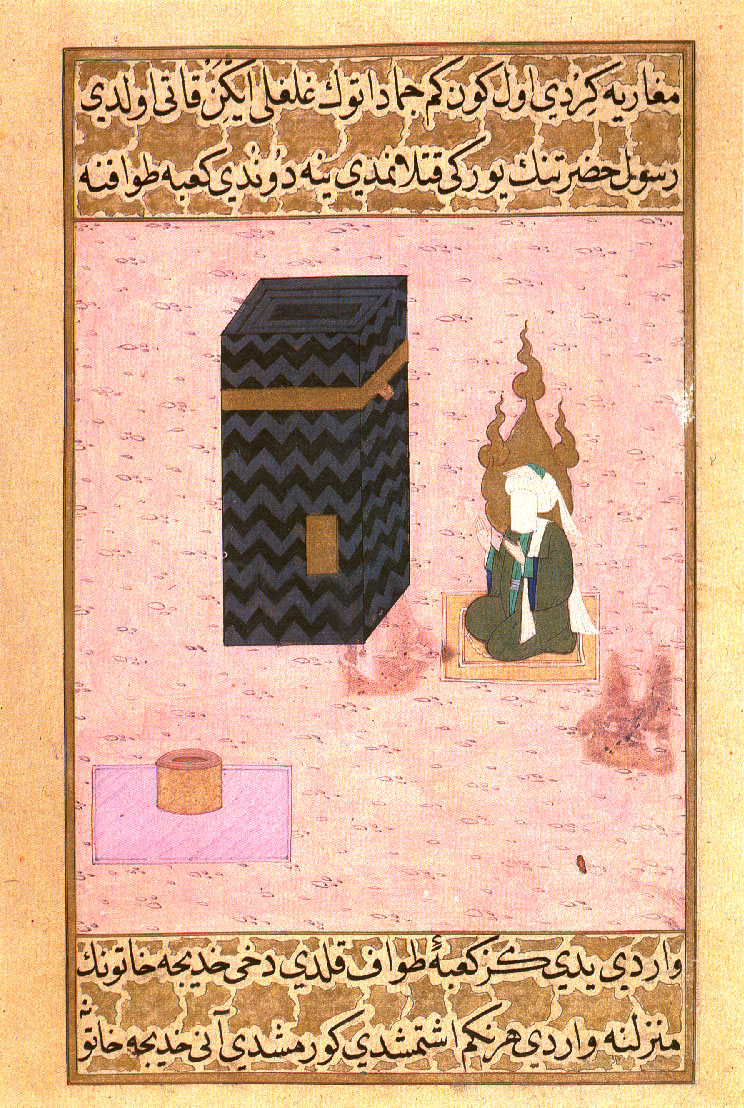
Mohammed vor der Kaaba (türkische Buchmalerei aus dem Siyer-i Nebi, 16. Jahrhundert). Sein Gesicht wird nicht dargestellt.

In der Spätantike gelangten verstärkt monotheistische Einflüsse (Judentum und Christentum) nach Arabien. Diese haben Mohammeds spätere Entwicklung mit beeinflusst. Islamischen Überlieferungen zufolge stand Mohammed vor seinen ersten Offenbarungserlebnissen in der religiösen Tradition seines Volkes, die man später – aus islamischer Sicht – als die Zeit der Dschāhiliyya bezeichnete. Ibn al-Kalbi (gestorben gegen 819), der Verfasser des Götzenbuches, zitiert Mohammed bei der Beschreibung des Idols al-ʿUzzā mit folgenden Worten: „Ich habe al-ʿUzzā ein weißes Mutterschaf geopfert, als ich der Religion meines Volkes folgte.“ Auch in der Prophetenbiographie sind alte Berichte erhalten, die auf die Ausübung vorislamischer Bräuche durch Mohammed in seiner vorprophetischen Zeit schließen lassen.

#### Beziehung zu dem Hanīfen Zaid ibn ʿAmr
In der Sira, der Prophetenbiographie von Muhammad ibn Ishaq, wird eine Begegnung Mohammeds mit dem damals bekannten Hanīfen Zaid ibn ʿAmr geschildert; Mohammed soll, dem Bericht zufolge, Zaid das Fleisch von „unseren Schlachtopfern, die wir unseren Idolen (dargebracht haben)“, angeboten haben, dessen Verzehr Zaid allerdings als verwerflich zurückwies. „Von dem Tag an“, lässt die Überlieferung Mohammed sprechen, „habe ich keinem Götzen Opfer dargebracht, bis Gott mich mit seiner Botschaft ausgezeichnet hat.“ Diese Episode ist in den Folgegenerationen von al-Buchārī bis in die Zeit von adh-Dhahabī mehrfach dargestellt worden.

#### Mohammeds Alter bei seiner Berufung zum Propheten
Nach der gängigen Chronologie war Mohammed 40 Jahre alt, als er zum Propheten berufen wurde. Nach Überlieferungen, die auf den Prophetengefährten Anas ibn Mālik (gestorben zwischen 708 und 714) zurückgeführt werden, erhielt er seine Berufung „am Kopfe von 40 Jahren“ (ʿalā raʾs al-arbaʿīn) bzw. „als er vierzig Jahre alt war“ (wa-huwa ibn arbaʿīn sana). Hischām ibn Muhammad Ibn al-Kalbī (gestorben 819) nahm sogar an, dass der Engel Gabriel Mohammed die Botschaft Gottes just an dem Tag überbrachte, an dem er vierzig Jahre alt wurde.
Allerdings handelt es sich bei diesen Altersangaben sehr wahrscheinlich um Idealisierungen aus nachprophetischer Zeit. Schon Aloys Sprenger vermutete, dass die Muslime „[…] eine Koranstelle (Sure 46:15 ) und auch der im Orient verbreitete Glauben, daſs die Vollendung des vierzigsten Jahres ein höchst wichtiger Abschnitt in der geistigen Entwickelung des Menschen sei, dazu verleitet (hat), ein symbolisches dem historischen Datum vorzuziehen und zu behaupten, daſs der Engel Gabriel dem Moḥammad zuerst erschien zur Stunde, als er vierzig Jahre alt wurde.“ Wilhelm Heinrich Roscher, der 1909 eine Untersuchung über die Zahl 40 im Glauben der semitischen Völker vorlegte, verweist dort in diesem Zusammenhang auf die griechische Vorstellung der Akme. Auch Tilman Nagel nimmt an, dass die Vierzig als Alter für die Berufung Mohammeds deswegen gewählt wurde, weil sie „als ein Symbol der Vollkommenheit galt“. Er empfiehlt, diese Zahl nicht wörtlich zu nehmen.
Eine weitere wichtige Quelle für die annähernde Bestimmung von Mohammeds Alter zu Beginn seiner Tätigkeit als Prophet ist der Koran. In Sure 10, Vers 16 spricht Mohammed über sich selbst zu seinen Gegnern mit den Worten: „Ich habe doch ein Leben (lang) unter euch verweilt, noch ehe er (d.h. der Koran) da war.“ Die Zeitangabe, im Arabischen ʿumuran in Akkusativ, lässt, wie in einem weiteren Koranvers (Sure 28,14), auf einen längeren Zeitraum schließen, wie dies auch aus der Koranübersetzung von Hartmut Bobzin hervorgeht: „Ich weile doch schon ein Lebensalter vor ihr (vor der Lesung der Offenbarung) unter euch.“
In der frühislamischen Überlieferung gibt es auch abweichende Angaben zu Mohammeds Alter bei seiner Berufung. So nahm zum Beispiel der herausragende medinische Gelehrte Saʿīd ibn al-Musaiyab (gestorben 712/713) an, der Koran sei erst auf Mohammed herabgesandt worden, nachdem er das 43. Lebensjahr erreicht hatte. Auch ʿAbdallāh ibn ʿAbbās (gestorben 688) soll diese Auffassung vertreten haben.

#### Die ersten Offenbarungen
Für Mohammeds erste Offenbarungserlebnisse ist die Prophetenbiographie (Sira) des Ibn Ishāq die wichtigste Quelle, die in den schriftlichen Überlieferungen der islamischen Historiographie mehrere Varianten – Interpolationen und Paraphrasen – aufweist. Sie sind in den Islamwissenschaften seit über hundert Jahren Forschungsgegenstand.
Mohammed pflegte alljährlich einen Monat auf dem Berg Hirā' in der Nähe von Mekka zu verbringen, um dort Buße zu tun. Gegen 610 soll ihm nach eigenem Bekunden der Erzengel Gabriel (arabisch „Dschibril“) erschienen sein. Ibn Ishaqs Bericht lässt Mohammed als Erzähler der Episode in direkter Rede sprechen:

„Ich schlief, als der – der Erzengel Gabriel – mit einem beschriebenen Seidentuch zu mir kam und sprach: ‚Trag vor!‘ Ich antwortete: ‚Ich trage nicht vor.‘ Daraufhin drückte er mich in das (Tuch), dass ich glaubte, sterben zu müssen“. – Nach viermaliger Aufforderung fragte dann Mohammed: „Was soll ich vortragen? – und ich sagte dies nur aus Furcht, er werde mich wieder so fürchterlich bedrängen. Daraufhin sprach er […]“

Es folgen Sure 96, Verse 1–5:

„Trag vor im Namen deines Herrn, der erschaffen hat, den Menschen aus einem Embryo erschaffen hat. Trag vor, […]“

Die islamische Koranexegese – at-Tabarī, al-Qurtubī und andere – interpretiert diese zweimalige Aufforderung mit den Worten: „Sprich den Namen Gottes aus durch die Basmala/tasmiya, wenn du rezitierst.“ Der tunesische Gelehrte Tahir ben 'Aschur (gestorben 1973) erläutert: „Das Aussprechen einer geschriebenen oder auswendig gelernten Rede mit der Basmala“.
Ibn Ishaq fährt fort:

„Also trug ich es vor. Er ließ ab und verschwand, ich aber erwachte aus meinem Schlaf, und es war mir, als wären mir (diese Worte) fest in mein Herz geschrieben.“

Das erste Offenbarungserlebnis war also, so will es die islamische Prophetenbiographie, ein Traum, in dem Mohammed zur Rezitation eines angeblich geschriebenen, in anderen Überlieferungsvarianten gesprochenen Textes aufgefordert wurde.
Der entscheidende Ausdruck zu Beginn dieser Sure ist die Aufforderung an Mohammed, die auch in anderen Formulierungen im Koran vorkommt: „Darum preise den Namen deines gewaltigen Herrn“ (fa-sabbiḥ bi-smi rabbi-ka l-ʿaẓīm) und: „Gedenke nun des Namens deines Herrn (oder sprich nun den Namen deines Herrn aus)“ (wa-ʾḏkur isma rabbi-ka). Diese Bedeutung des Surenanfangs haben schon die frühen Koranexegeten in diesem Sinne hervorgehoben; es geht hier darum, den Namen des einzigen Herrn zu rezitieren und ihn aufzurufen, „der erschaffen hat“ und „den Menschen gelehrt hat, was er (zuvor) nicht wußte.“
Die ersten fünf Verse der Sure 96 stellen angeblich die Anfänge der Offenbarungen und damit den Anfang von Mohammeds Prophetie dar. Andere Traditionen dagegen wollen in der Sure 74, Verse 1–7 die Anfänge der Offenbarungen sehen.

### Mohammeds erste Anhänger

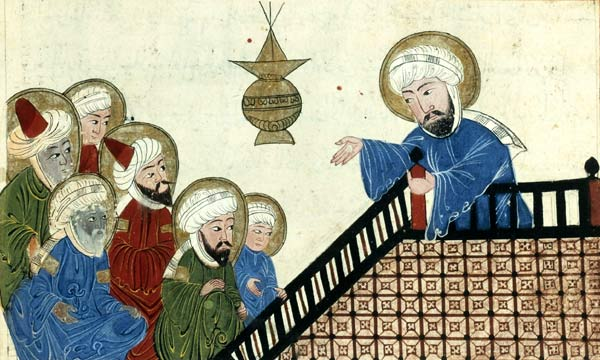
Mohammed (rechts) vor seinen frühesten Anhängern. Illustration zu al-Bīrūnīs Kompendium Athar al-Baqiya ’an al-Qurun al-Chaliya. Das Werk befindet sich in der Sammlung der Bibliothèque nationale in Paris (Manuscrits Arabes).

Chadidscha war die erste Person, die an Mohammeds Botschaft geglaubt hat; die islamische Geschichtsschreibung betrachtet sie daher als die erste Muslimin in Mekka. Nach Chadidscha waren ʿAlī ibn Abī Tālib und Abū Bakr, der erste Kalif nach Mohammeds Tod, gemäß islamischer Tradition die ersten Muslime.
Untersuchungen über diese frühmekkanische Periode der Prophetie haben aufgezeigt, dass die ersten Anhänger Mohammeds aus den niedrigen Sozialschichten der Stadt Mekka hervorgingen: die „mustaḍʿafūn“, der sozial schwache Teil der handeltreibenden Bevölkerung Mekkas. Im späteren Verlauf der Ereignisse versuchten die Mekkaner den Muslimen durch einen Handelsboykott die Existenzgrundlage zu entziehen. Damit waren die öffentlichen Auftritte Mohammeds in Mekka beendet: er erhielt – nach den arabischen Stammesgesetzen – im Haus des Arqam ibn Abi Arqam in Mekka Schutz (um 614) und befahl – gemäß Darstellungen der Historiographie – einem Teil seiner Anhänger, nach Abessinien, damals Handelsplatz der Mekkaner, auszuwandern (um 615).
Die Geschichtsschreiber klassifizieren die ersten Muslime der mekkanischen Periode nach diesen Ereignissen: Muslime, die sich vor Mohammeds Einzug in das Haus von Arqam bekehrten, Muslime, die während Mohammeds Aufenthalt in jenem Haus den Islam annahmen und die „Auswanderer“ nach Abessinien. Die sozialen oder gar wirtschaftlichen Gründe für die Auswanderung von Mekkanern nach Abessinien werden in den arabischen Quellen der Frühzeit nicht oder nur in vagen Konturen als isoliert stehende Fakten beschrieben.
Die Zeit zwischen 616 und 622 in Mekka ist historisch also nur in ihren Konturen rekonstruierbar, denn die überwiegend widersprüchlichen Berichte der ältesten Historiographen sind nur teilweise mit der angenommenen Chronologie der mekkanischen Offenbarungen in der Koranexegese in Einklang zu bringen. Der Inhalt der mekkanischen Suren lässt darauf schließen, dass Mohammed sich zunächst als „Warner“ (naḏīr, arab. نذير) seines Volkes verstand, vieles am religiösen Status quo in Mekka duldete und einfache, für alle nachvollziehbare religiöse Pflichten einzuführen versuchte:

„Mir wird nur eingegeben, dass ich (lediglich) ein deutlicher Warner sein solle, nicht mehr.“

„Selig sind die Gläubigen, die in ihrem Gebet demütig sind, (leerem) Gerede kein Gehör schenken, der (Pflicht der) Almosensteuer nachkommen und sich des Geschlechtsverkehrs enthalten, außer gegenüber ihren Gattinnen […]“

Mekka, sein Geburtsort, galt auch für ihn als heilig und – den Stammesgesetzen entsprechend – als Zuflucht für alle:

„Haben sie denn nicht gesehen, daß wir (im Gebiet von Mekka) einen heiligen Bezirk gemacht haben, der sicher ist, während die Leute in ihrer Umgebung (mit Gewalt) weggeholt werden?“

### Kontaktaufnahme mit den Bewohnern von Yathrib und Auswanderung

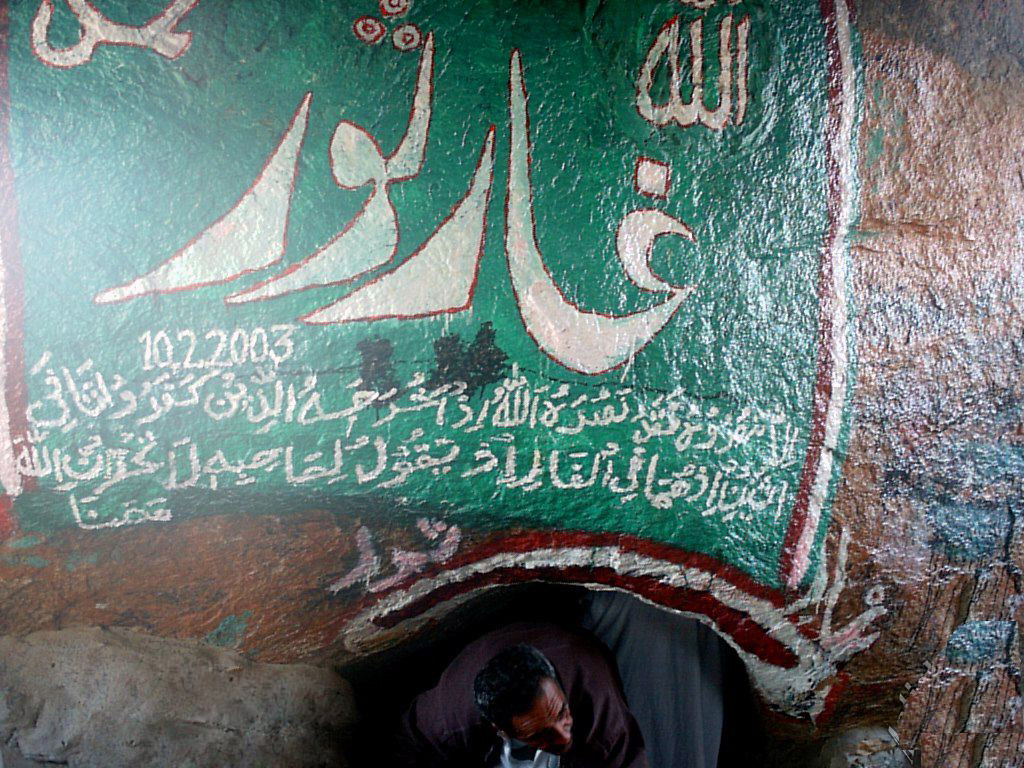
Eingang zu der Höhle am Berge Thaur, in der sich Mohammed und Abū Bakr vor der Auswanderung verborgen haben sollen, mit dem Text von Sure 9:40. Die Höhle gehört bis heute zu den heiligen Orten von Mekka.

Anfangs, bis etwa 614 – so heißt es im eingangs erwähnten Bericht des ʿUrwa an den Kalifen ʿAbd al-Malik ibn Marwān –, hatten die einflussreichen Vertreter der Quraisch keine Einwände gegen Mohammeds Lehren, die er sowohl öffentlich als auch insgeheim („sirran“) verbreitete. Erst als er die Idolatrie und den Polytheismus der Vorfahren angriff, bildete sich eine starke Opposition gegen Mohammed und seine Anhänger. Dies äußerte sich in einer Reihe von gewalttätigen Übergriffen auf die ersten Muslime in Mekka wie auch auf die Person Mohammeds selbst. Viele, so heißt es in diesem alten Bericht, hätten sich damals von Mohammed distanziert, und nur „wenige“ seien „standhaft“ geblieben.
Mohammeds Botschaft in Mekka scheiterte nicht nur an der Übermacht der Polytheisten, sondern auch am Verlust einer ausbaufähigen Basis in den einflussreichen Kreisen der Stadt. Sein offenes Auftreten gegen die polytheistische Religion in Mekka trotz Anerkennung des höchsten Heiligtums auf der Arabischen Halbinsel – al-Kaaba –, seine gescheiterte Annäherung an die Bewohner der Stadt Ta'if, die Unterdrückung seiner Anhänger in Mekka, nicht zuletzt aber der Tod seines Beschützers Abu Talib und seiner Frau Chadidscha (gegen 619) waren die Gründe für die Aufnahme von Kontakten mit den Bewohnern der 337 km (Luftlinie) nördlich von Mekka gelegenen Stadt Yathrib. Einflussreiche Bürger von Yathrib, das später „al-Madina“ (eigentlich „madīnat an-nabī“, deutsch „die Stadt des Propheten“) heißen sollte, boten Mohammed und seinen Anhängern nach den damals geltenden Stammesgesetzen Schutz und Sicherheit in ihrer Stadt und legten dies zwischen 621 und 622 vertraglich fest. Dies war die Grundlage für seine spätere Auswanderung in diese Stadt, die als Hidschra bezeichnet wird.
In der Spätphase von Mohammeds mekkanischen Wirken vor der Auswanderung nach Yathrib rückten die „Kinder Israels“ und die „ferne Kultstätte“ (al-masǧid al-aqṣā; siehe Sure 17, Verse 1–2) in den Mittelpunkt seiner neuen monotheistischen Religion.
Der endgültige Anstoß, Mekka zu verlassen, soll für Mohammed gewesen sein, dass die Quraisch im Sommer 622 in der Dār an-Nadwa einen Plan zu seiner Ermordung fassten. Auf diesen Sachverhalt wird das Koranwort in Sure 8:30 bezogen: „Damals, als die Ungläubigen Ränke gegen dich schmiedeten, um dich festzusetzen oder gar zu töten oder zu vertreiben. Ja, sie schmiedeten Ränke, und auch Gott schmiedet Ränke. Gott ist der beste Ränkeschmied.“ Nach der Prophetenbiographie verbarg er sich zusammen mit seinem Gefährten Abū Bakr drei Tage lang in einer Höhle am Berge Thaur am unteren Ende von Mekka, während Abū Bakrs Tochter Asmā' die beiden mit Speisen versorgte. Auf diesen Sachverhalt soll das Koranwort in Sure 9:40 anspielen: „Gott hat ihm ja schon [damals] Beistand geleistet, als die Ungläubigen ihn zu zweit [aus Mekka] vertrieben. (Damals) als die beiden in der Höhle waren, und als er (d. h. Mohammed) zu seinem Gefährten sagte: ‚Sei nicht traurig! Gott ist mit uns.‘“

## Die medinensische Periode der Prophetie (622–630)
Mohammeds Ankunft in der Oase von Yathrib wird auf den 12. Rabīʿ al-awwal des ersten muslimischen Mondjahres (siehe islamische Zeitrechnung) datiert, der dem 24. September 622 entspricht. In der ersten Zeit wohnte er bei einem gewissen Kulthūm ibn Hidn von den Aus in Qubā', einem südlichen Vorort von Yathrib, während er seine Versammlungen im Hause des Saʿd ibn Chaithama, der ebenfalls den Aus angehörte, abhielt. Die Muslime, die mit Mohammed ausgewandert waren, erbauten zusammen mit seinen Anhängern aus Yathrib in Qubā' eine Moschee. Diese Qubā'-Moschee war wahrscheinlich die älteste Moschee des Islams.

### Der Kampf gegen die Mekkaner
In Yathrib, welches später als Medina bekannt werden sollte, hatte Mohammed nicht nur die Rolle eines Propheten inne, sondern auch die eines Schiedsrichters (Ḥākim), sozialen Organisators sowie eines politischen Anführers und im Laufe der Zeit eines Feldherrn. In den ersten Monaten nach der Hidschra scheint er seine zunächst kleine muslimische Gemeinschaft – zusammengesetzt aus den mekkanischen Auswanderern, den Muhādschirūn, und den aus den zwei medinensischen Qaila-Stämmen bestehenden Helfern, den Ansar – von einer Konfrontation mit den Quraisch zurückgehalten zu haben.
Der Koran bestätigt dies mit folgendem Vers, in dem es rückblickend auf die erste Zeit Mohammeds und der Auswanderer in Medina heißt, dass den Muslimen geboten wurde:

„[…] ‚Haltet eure Hände (vom Kampf) zurück…‘ […]“

Schließlich wurde der Vers offenbart, der von der Koranexegese als die erste Erlaubnis zum Kampf bezeichnet wird:

„Denjenigen, die (gegen die Ungläubigen) kämpfen (so nach einer abweichenden Lesart; im Text: die bekämpft werden), ist die Erlaubnis (zum Kämpfen) erteilt worden, weil ihnen (vorher) Unrecht geschehen ist. – Gott hat die Macht, ihnen zu helfen. –“

Dieser Vers sowie ähnliche, die vor dem Hintergrund des Kampfes gegen die Quraisch offenbart wurden und als die ersten Verse gelten, die den Kampf gegen die Mekkaner legitimieren bzw. dazu aufrufen, bezogen sich hauptsächlich auf die Emigranten, nicht die Helfer. Letztere hatten sich nur dazu verpflichtet, Mohammed militärisch beizustehen, sofern er angegriffen würde.
Dem eigentlichen Krieg gegen Mekka gingen kleinere Unternehmungen, Überfälle („Razzien“) auf mekkanische Karawanen voraus. Es geht aus historischen Quellen – darunter mehreren Koranversen – hervor, dass ausschließlich die Emigranten an diesen Überfällen teilnahmen.

#### Die Schlacht von Badr
Die erste größere Auseinandersetzung zwischen den Muslimen und den Quraisch – die erste Expedition, an der sich einigen Darstellungen zufolge auch medinensische Muslime beteiligten – war die Schlacht von Badr im Jahre 624. Die Muslime, die darauf aus waren, eine aus Syrien zurückkehrende Karawane der Quraisch zu überfallen, wurden durch den Hinterhalt einer mekkanischen Truppe, angeführt von Abu Sufyan, überrascht. Trotz ihrer zahlenmäßigen Unterlegenheit sowie der Tatsache, dass sie nur für einen Karawanenüberfall, indes nicht für eine Schlacht ausgerüstet waren, gingen sie aus der Schlacht als Sieger hervor. Dazu heißt es im Koran:

„Gott hat euch doch (seinerzeit) in Badr zu Sieg verholfen, während ihr (eurerseits) ein bescheidener, unscheinbarer Haufe waret.“

Der Sieg über die Mekkaner bei Badr hat Mohammeds Position in Medina zweifelsfrei gestärkt. In der Schlacht wurde auch einer der größten Widersacher Mohammeds, an-Nadr ibn al-Hārith, gefangen genommen und später hingerichtet.

#### Abwehr des mekkanischen Gegenschlags
Die Niederlage, die die Quraisch von Mekka bei Badr erlitten hatten, versetzte ihrem Stolz einen harten Schlag. Gleichzeitig brachte sie auch den mekkanischen Handel in Gefahr; denn die Mekkaner waren auf die Zusammenarbeit mit vielen Stämmen angewiesen, und von einigen dieser Stämme war nun eine widerspenstige Haltung zu erwarten. Deshalb war es für sie lebenswichtig, zu beweisen, dass sie imstande waren, für erlittenes Unrecht vollständige Rache nehmen zu können. Zehn Wochen nach Badr veranstaltete Abū Sufyān ibn Harb, der nach der Schlacht von Badr die Führung von Mekka übernommen hatte, einen ersten Blitzüberfall auf Medina, zog sich aber zurück, nachdem er zwei Häuser in Brand gesteckt hatte. In den Monaten danach gelang es ihm, 3000 gutgerüstete Männer zu rekrutieren. Ende März 625 erreichte seine Expedition Medina und drang von der Nordwestecke in die Oase ein. Beim Berg Uhud kam es zu einer kriegerischen Auseinandersetzung, die als Schlacht von Uhud bekannt ist. Als es nach den üblichen Zweikämpfen zu Beginn des Kampfes zur eigentlichen Auseinandersetzung kam, schien sich das Kriegsglück wieder zu Gunsten der Muslime zu wenden, die bereits begannen, die Beute einzusammeln. Das brachte eine Gruppe muslimischer Bogenschützen dazu, ihren Platz zu verlassen, um ebenfalls nach der Beute zu schauen. Bei den Mekkanern nutzte das der prominente Kämpfer Chālid ibn al-Walīd aus, um Verwirrung in den Reihen der Muslime zu stiften und sie niederzumachen. Allerdings nutzten die Mekkaner ihren Sieg, den sie offenbar nur als Begleichung einer offenen Rechnung verstanden, nicht in der Weise aus, dass sie sich ihres Widersachers Mohammed endgültig entledigten, etwa durch die Einnahme Medinas, sondern kehrten sogleich nach Mekka zurück.
Für die Muslime war Uhud eine harte Niederlage – nicht nur deshalb, weil wichtige Männer wie auch Mohammeds Onkel Hamza gefallen waren und Mohammed selber verwundet worden war, sondern vor allem deshalb, weil deutlich wurde, dass man sich der Unterstützung Gottes offenbar doch nicht so sicher sein konnte, wie es nach dem überwältigenden Erlebnis von Badr der Fall gewesen zu sein schien. In Sure 3 findet sich eine lange Passage, in der diese Niederlage theologisch gedeutet wird (Q 3:140-160).
Den Mekkanern wurde bald klar, dass ihr Sieg bei Uhud keine sehr nachhaltige Wirkung hatte. Da Mohammed weiter den mekkanischen Handel störte und dafür auch bei den arabischen Beduinen Verbündete fand, sahen sie sich gezwungen, erneut gegen Medina vorzugehen. Zu Beginn des Jahres 627 erschienen sie mit einer gewaltigen Truppe vor Medina, die auch mehrere verbündete Stämme einschloss. In Medina hatten die Muslime inzwischen um die weniger befestigten Stellen der Siedlung einen Graben ausgehoben. Diese Aktion war offensichtlich für die Mekkaner so überraschend, dass sie ihr kein geeignetes Mittel entgegenzusetzen wussten. Es kam zu einer längeren Belagerung, in deren Verlauf wohl auch Diplomatie betrieben wurde. Die Mekkaner zogen schließlich ab, ohne etwas erreicht zu haben. Aufgrund des Grabens, den die Muslime um Medina gezogen hatten, ist diese erfolglose Belagerung Medinas durch mekkanische Truppen in der islamischen Geschichtsschreibung unter dem Namen „Grabenschlacht“ (ġazwat al-ḫandaq) bekannt geworden.

#### Al-Hudaibiya und die Eroberung Mekkas

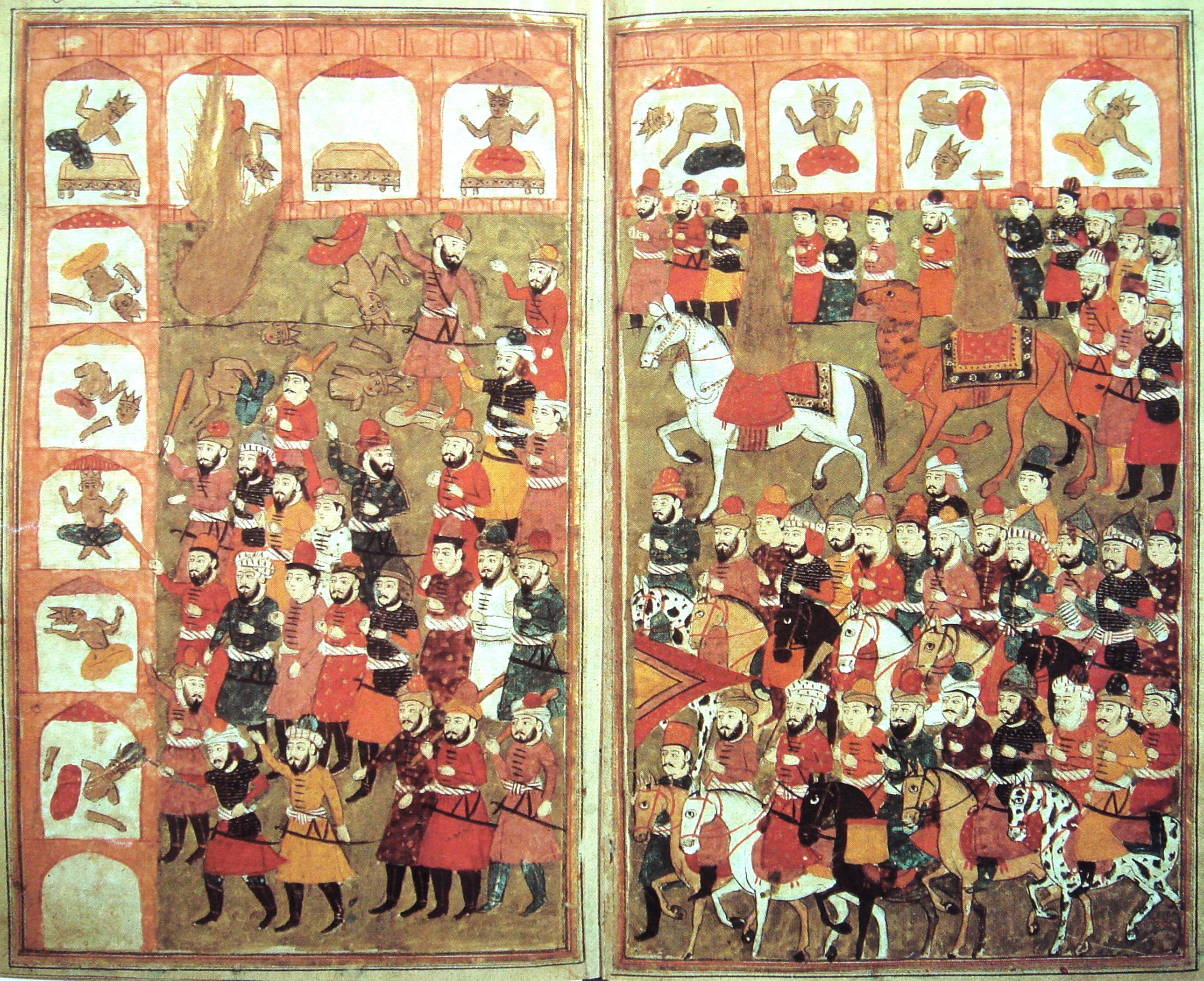
Mohammeds Einzug in Mekka (rechts). Seine Anhänger zerstören die dort aufgestellten Idole (links). Aus Mirzā Muḥammad Rafīʿ („Bāzil“) (1713–1781): Ḥamla-i-ḥaydarī (Der Angriff des Löwen [eine poetische Chronik zu Mohammed und den ersten vier Kalifen]), Kaschmir 1808, Ms. suppl. pers. 1030 f. 305v in der Sammlung der Bibliothèque nationale in Paris.

Im Jahre 6 nach der Auswanderung nach Medina kam es zu den ersten Kontakten Mohammeds mit Vertretern der Quraisch aus Mekka; im März 628 trat der Religionsstifter mit seinen Anhängern die Reise nach Mekka an, um dort die kleine Pilgerfahrt (ʿUmra) zu vollziehen, woran ihn aber die Mekkaner zu hindern wussten und einen bedeutsamen Vertrag mit ihm in der Nähe der Grenzen des heiligen Bezirkes von Mekka, bei al-Ḥudaibiya, aushandelten. Der Vertrag enthielt fünf wesentliche Punkte:
- Waffenstillstand für zehn, nach anderen Berichten für zwei Jahre;
- Sicherheit für die Muslime, die in der Zukunft die Pilgerfahrt vollziehen wollen oder sich auf den Handelswegen in den Süden befinden;
- Sicherheitsgarantie Mohammeds für die Quraisch auf ihren Handelswegen in den Norden;
- Auslieferung derjenigen Muslime an die Mekkaner, die ohne Erlaubnis ihrer Schutzpatrone nach Medina fliehen sollten;
- Verzicht auf die kleine Pilgerfahrt im Jahr des Vertragsabschlusses, mit Garantie der Pilgerfahrt im darauf folgenden Jahr.

Durch diesen Vertrag hatten die Quraisch von Mekka Mohammed als vollwertigen Verhandlungspartner, allerdings nicht als Propheten anerkannt.
Die überlieferte Urkunde trägt den Namen Muḥammed b. ʿAbdallāh und enthält keine islamischen Formeln. Allerdings sorgte die Bereitschaft Mohammeds, alle muslimischen Flüchtlinge nach Medina an die Mekkaner auszuliefern, für Unruhen.
Der Rückzug Mohammeds mit seinem Verzicht auf die ʿUmra war ein weiterer Grund für Unzufriedenheit in den Reihen seiner Anhänger. Die gesamte Sure 48 (al-Fath = Der Erfolg) behandelt diese historischen Ereignisse. Hier spricht die Offenbarung allerdings von einem klaren Erfolg/Sieg („fatḥ“) der Muslime, der nicht nur als Mohammeds diplomatischer Erfolg bei al-Ḥudaibiya, sondern – in der Retrospektive der islamischen Geschichtsschreibung und Koranexegese – auch als Hinweis auf die darauf folgende Eroberung der Oase von Chaibar, auf die Vertreibung der jüdischen Banū al-Naḍīr (Mai/Juni 628) und auf die Verteilung der Beute unter den seit al-Ḥudaibiya unzufriedenen Muslimen verstanden wird. Zu Beginn des Schlussverses dieser Sure wird Mohammeds Position klarer als je zuvor formuliert:

„Mohammed ist der Gesandte Gottes. Und diejenigen, die mit ihm (gläubig) sind, sind den Ungläubigen gegenüber heftig, unter sich aber mitfühlend.“

Die Grundlagen für die Eroberung Mekkas zwei Jahre später wurden bereits bei al-Ḥudaibiya gelegt. Den wohlhabenden Juden von Chaibar und ihren arabischen Verbündeten hatte Mohammed zwar erlaubt, die von den Muslimen in Besitz genommene Oase weiterhin zu kultivieren, jedoch wurde ihnen auferlegt, die Hälfte der Ernte an die rund 1.600 Muslime, die an der Expedition beteiligt waren, abzugeben. Mohammeds Anteil war 1/5 der Gesamtbeute. Da die von Mohammed vorgeschriebenen Auflagen, die der politischen und wirtschaftlichen Entmachtung der jüdischen Gruppen in und um Chaibar gleichkam, nicht erfüllt wurden, kam es zu ihrer endgültigen Vertreibung aus der Region. Die Vertreibung aller Juden aus dem Hedschas (Hidschaz) war dann eine der zentralen Aufgaben des zweiten Kalifen Umar.
Nach der Eroberung von Chaibar (Mai 628) trat Mohammed mit seinen nunmehr 2.000 Anhängern im März 629 (wie bereits oben erwähnt) seine Reise nach Mekka an, um dort – wie im Vertrag von al-Ḥudaibiya festgeschrieben – die kleine Pilgerfahrt (ʿumra) durchzuführen. Die Mekkaner hatten sich aus der Stadt für drei Tage zurückgezogen, um eventuelle Zwischenfälle am Heiligtum zu vermeiden. Nachdem einige Mitglieder einflussreicher Großfamilien den Islam angenommen hatten, unter ihnen die zwei militärischen Talente Chālid ibn al-Walīd und ʿAmr ibn al-ʿĀs, die sich in den Eroberungszügen nach Mohammeds Tod (siehe die Artikel Ridda-Kriege und Islamische Expansion) einen Namen machten, war die endgültige Einnahme Mekkas nur eine Frage der Zeit. Im Januar 630 brach die gut organisierte muslimische Armee anlässlich des Bruchs des oben erwähnten Vertrags von Seiten der Mekkaner in Richtung Mekka auf.
Mohammed garantierte jedem, der in die Kämpfe nicht eingriff, allgemeine Amnestie. Daher wurde Mekka fast ohne Blutvergießen durch die Muslime eingenommen; 28 Mekkaner fielen in den Kämpfen, die anderen flüchteten. Mohammed blieb zwei bis drei Wochen in Mekka, reinigte das Heiligtum (Kaaba), ließ alle Götterstatuen sowohl aus dem Heiligtum als auch aus den Privathäusern entfernen und vernichten. In der Umgebung der Stadt ließ er die Heiligtümer der Götter al-Manāt und al-ʿUzzā zerstören und forderte die Beduinenstämme auf, dem Islam beizutreten.

### Die innere Politik in Medina

#### Zusammenschluss einer neuen Gemeinschaft
Yathrib, nach arabischem Sprachgebrauch nunmehr al-Madina, hatte zum Zeitpunkt der Hidschra andere Gesellschaftsstrukturen als Mekka. Die Bevölkerung setzte sich aus rivalisierenden Stämmen und Unterstämmen der Aus und Chasradsch zusammen. Ebenso gab es mehrere jüdische Sippen, unter ihnen waren die Banu n-Nadir, Banū Quraiza und Qaynuqa' die einflussreichsten. Ferner hatte die Stadt auch Bewohner, die schon vor der Hidschra Muslime geworden waren. Die medinensischen Anhänger nannte man die „Helfer“/„Unterstützer“ (al-Ansar). Hinzu kamen die mekkanischen Anhänger Mohammeds, die „Auswanderer“ (Muhādschirūn). Weitere jüdische Siedlungen gab es nördlich von Medina bei Chaibar.
Mohammed machte es sich zur Aufgabe, alle Stämme und Unterstämme der Aus und Chasradsch, ferner die Juden und die Auswanderer aus Mekka in einer einzigen Gemeinschaft (Umma) zusammenzufassen. Hierfür diente die sogenannte Gemeindeordnung von Medina, die im Wortlaut in der Prophetenbiographie des Ibn Ishāq erhalten ist. Nicht nur allen namentlich angeführten Vertretern von Islam und Judentum stehen die gleichen Rechte und Pflichten zu, sondern auch die Religionen werden anerkannt; jüdische Stämme, die bereits in der vorislamischen Zeit in Bündnissen mit den Medinensern standen, bilden eine Umma mit den Gläubigen (d. h. den Muslimen): „Die Juden haben ihre Religion (dīn) und die Muslime ihre Religion“. Die „Ansar“ und „Muhadschirun“ genießen untereinander Gleichstellung. Mohammed definiert in diesem Vertrag auch seine Position deutlich: Er ist „der Gesandte Gottes“ und „der Prophet“, nennt sich aber auch einfach „Mohammed“, der bei Streitigkeiten zu Rat gezogen werden kann. Hier zeichnen sich die theokratischen Züge der medinensischen Umma ab. Die erwähnten Stämme und Sippen gewähren einander Schutz; die Täler um Yathrib sind für alle Vertragspartner heiliges Gebiet. Ausdrücklich ausgeschlossen sind aus dem Vertrag die Polytheisten („al-muschrikūn“).
Wie die in der islamischen Historiographie erwähnten weiteren Verträge mit den Juden in und um Medina im Einzelnen abgefasst waren, weiß man heute nicht genau, da die betreffenden Vertragsbedingungen recht unterschiedlich überliefert worden sind. Die Forschung nimmt aber grundsätzlich an, dass es solche Verträge bzw. Nichtangriffspakte zwischen Mohammed und den ansässigen jüdischen Stämmen, im Einzelnen mit den B. an-Naḍīr, Quraiẓa und Qaiynuqāʾ, gegeben hat. Diese Verträge, deren Inhalt kontrovers überliefert ist, sollen von den Anführern der genannten drei Stämme unterzeichnet worden sein. Bei unterschiedlichem Vertragstext stimmen alle überlieferten Texte inhaltlich darin überein, dass die Juden Neutralität gegenüber Mohammeds Feinden üben und keine Feindschaft gegen „Mohammed und seine Gefährten“ hegen werden. Anderen Berichten zufolge – wie bei al-Wāqidī – haben „alle Juden der Stadt mit ihm (Mohammed) einen Vertrag geschlossen.“
Eine konsequente Abgrenzung von den „Schriftbesitzern“ („ahl al-kitāb“) war ursprünglich nicht die Absicht Mohammeds gewesen; denn die im oben erwähnten „Vertrag von Medina“ artikulierte Anerkennung der Religion des „Anderen“ wird schon durch die in Mekka offenbarten Sure 109 („Die Ungläubigen“) deutlich:

„Ihr Ungläubigen! Ich verehre nicht, was ihr verehrt […] Ihr habt eure Religion, und ich die meine.“

Historisch betrachtet waren die Adressaten zu jener Zeit der Prophetie die Polytheisten, gegen die Mohammed schon in Mekka ins Feld gezogen war. In Medina änderte sich die Situation zunächst schlagartig. Mohammed war bestrebt, einiges aus dem Ritual der Juden zu sanktionieren, genauso, wie er es verstanden hat, vorislamische Riten in die Wallfahrtszeremonien zu integrieren:

„As-Safā und al-Marwa gehören zu den Kultsymbolen Gottes. Wenn einer die (große) Wallfahrt zum Haus (der Ka’ba) oder die Besuchsfahrt (Umra) vollzieht, ist es für ihn keine Sünde, bei ihnen den Umgang zu machen.“

An dieser Stelle tut sich die Koranexegese (tafsir) etwas schwer, denn an den genannten Orten standen in der vorislamischen Zeit zwei Götter: Isāf und Nāʾila, um die man den Umgang (tawāf) zu machen pflegte. Andere Lesarten der Koranstelle lassen auf kontroverse Diskussionen über diese Phase im Wallfahrtsritual schließen. Der Korankommentator der Frühzeit Qatāda ibn Diʿāma (gestorben 735–736) berichtet in seinem Buch der Wallfahrtszeremonien (Kitāb al-manāsik), dass in einigen Koranexemplaren folgende Variante als Negation stand: „[…] ist es für ihn keine Sünde, bei ihnen den Umgang nicht zu machen“. Beide Orte sind dann im kodifizierten Koran als Stationen der Wallfahrtsriten sanktioniert worden.

#### Die Auseinandersetzung mit den Schriftbesitzern
Anfangs stand Mohammed sowohl den Juden als auch den Christen wohlwollend gegenüber und erwartete, dass sie sich ihm anschließen würden. Viele Koranverse bestätigen indes, dass die „Schriftbesitzer“ (ahl al-kitāb) seine Vorstellungen ablehnten. Diese Koranverse, die „Provokationsverse“ (āyāt at-tahaddī) genannt werden, enthalten sowohl die Einwände der Gegner als auch Mohammeds Antworten. Der entscheidende Vorwurf des arabischen Religionsstifters lautete, Juden und Christen hätten ihre Schriften gefälscht, ihre Inhalte abgeändert; somit sei er, Mohammed, der Verkünder der einzig wahren monotheistischen Religion Abrahams. Siehe dazu taḥrīf.
Nach seinem Selbstverständnis war Mohammed nicht Prophet einer „neuen“ Religion, sondern der Reformator des abrahamschen Monotheismus:

„Und sie (d. h. die Leute der Schrift) sagen: ‚Ihr müsst Juden oder Christen sein, dann seid ihr rechtgeleitet.‘ Sag: Nein! (Für uns gibt es nur) die Religion Abrahams, eines Hanifen – er war kein Heide!“

„Abraham war weder Jude noch Christ. Er war ein (Gott) ergebener Hanif und kein Heide.“

In der Moderne gibt die arabische Ausdrucksweise musliman hanifan / مسلما حنيفا des letztgenannten Verses Anlass zu kontroverser Auslegung, und man übersetzt die Stelle mit „Er war Muslim und Hanīf“ (d. h. ein Gott suchender Mensch). Dies impliziert dann aber auch, Abraham sei der erste Muslim gewesen, eine Interpretation, die die klassische Koranexegese (tafsīr) allerdings nicht bestätigt. Selbst die Kaaba (al-Kaʿba) im Zentrum des mekkanischen Heiligtums geht nach Mohammeds Lehre auf Ibrahim / Abraham und dessen Sohn Isma’il zurück, nur sei sie durch die Polytheisten und Götzendiener schon früh – in einer historisch nicht belegbaren Epoche – entweiht worden. Mohammed sah seine Aufgabe gerade darin, den alten, ursprünglichen und reinen Zustand des Monotheismus nach Abraham wiederherzustellen. Die Ausgrenzung der anderen Religionsgemeinschaften, Christen und Juden, war politisch-religiöses Programm.

#### Die Opposition gegen Mohammed in Medina
Die Opposition gegen Mohammed und seine mekkanischen Anhänger bildeten sowohl die Juden, die in und um Medina angesiedelt waren, als auch einflussreiche arabischstämmige Familien der Banu Aus Allāh, die im Gegensatz zu ihren Stammesgenossen Mohammed einige Jahre Widerstand leisteten. Zwar wird in der Forschung auf die schnelle Ausbreitung des Islam noch vor Mohammeds Ankunft in der Stadt hingewiesen, doch verkennt man nicht, dass es auch einflussreiche Gruppen in den Reihen der Medinenser gab, deren Bekehrung zum Islam erst Jahre später erfolgte. Neben entsprechenden Nachrichten der sira- und maghazi-Literatur bestätigen ferner die frühislamischen Genealogen die engen Kontakte der Aus Allāh zu den jüdischen Stämmen der Banu 'n-Nadir und Banu Qainuqa’, die bei ihrer ablehnenden Haltung gegenüber dem Islam ausschlaggebend gewesen sein dürften. Sie haben bis 626–627 den Islam nicht angenommen.
Die gegen die jüdischen Stämme geführte Politik manifestierte sich in der angedrohten Enteignung von Land und Eigentum, die sowohl in der Historiographie als auch in den authentischen Hadith-Sammlungen von al-Buchārī und Muslim ibn al-Haddschādsch überliefert und dann in den Rechtsbüchern juristisch begründet wird. Bei al-Buchari heißt es in einem Bericht des Prophetengefährten Abū Huraira:

„Als wir uns in der Moschee aufhielten, kam der Gesandte Gottes zu uns und sagte: ,Geht (mit mir) zu den Juden‘. Wir zogen somit aus, bis wir ihre Schulen erreichten. Da stand der Prophet vor ihnen auf und rief ihnen zu: ,Juden! Nehmt den Islam an, so wird es euch wohl ergehen.‘ Sie erwiderten: ,Abu 'l-Qasim, du hast die Botschaft überbracht.‘ Er erwiderte: ,Das will ich ja auch tun‘ und dann rief er ihnen ein zweites Mal zu, worauf die Juden erwiderten: ,Abu 'l-Qasim, du hast die Botschaft überbracht.‘ Dann rief er ihnen ein drittes mal zu und sagte: ,Nehmt zur Kenntnis, daß das Land Gott und seinem Gesandten zusteht und daß ich euch (von hier) vertreiben werde. Wer von euch Eigentum hat, soll es verkaufen. Wenn er dies nicht tut, so nehmt zur Kenntnis, daß das Land Gott und seinem Gesandten zusteht.“

Hier sind die Grundgedanken zur späteren juristischen Rechtsnorm gelegt worden, nach der es – so lässt man Mohammed auf seinem Sterbebett sprechen – keine zwei Religionen auf der Arabischen Halbinsel geben darf. Dieser Grundsatz ist dann unter den ersten Kalifen in die Praxis umgesetzt worden.

#### Vertreibung der jüdischen Stämme
Nach dem Sieg über die Mekkaner bei Badr war Mohammeds Position in Medina so stark, dass er wenig später, im April 624, die Vertreibung der jüdischen Banū Qainuqāʿ veranlassen konnte, die als Goldschmiede und Händler in der Stadt lebten, zunächst nach Wādī al-Qurā – nördlich von Medina –, später nach Syrien.
Die jüdischen Banū n-Nadīr räumten nach erfolglosen Verhandlungen mit ihrem Anführer Ḥuyayy b.Aḫṭab und nach einer langen Belagerung ihrer Siedlungen und der Vernichtung ihrer Palmenhaine durch Mohammeds Truppen im August 625 die Umgebung von Medina mit rund sechshundert Kamelen endgültig und siedelten zunächst in der Oase von Chaibar an. Von dort vertrieb Mohammed sie erneut im Jahre 628; sie flohen nach Syrien. Damals heiratete Mohammed die Jüdin Ṣafiyya, die Tochter des Ḥuyayy b.Aḫṭab, die ihm als Beute zufiel und Muslimin wurde. Die gesamte Sure 59 (al-Ḥašr, deutsch „Die Versammlung“) ist der Koranexegese zufolge der Vertreibung der Banu Nadir gewidmet:

„Wenn Gott nicht die Verbannung für sie bestimmt hätte, hätte er sie im Diesseits (auf andere Weise) bestraft. Im Jenseits aber haben sie die Strafe des Höllenfeuers zu erwarten. Dies dafür, daß sie gegen Gott und seinen Propheten Opposition getrieben haben (?) […] Wenn ihr (auf den Grundstücken der Banū Naḍīr) Palmen umgehauen habt – oder habt stehenlassen –, geschah das mit Gottes Erlaubnis. Auch wollte er [auf diese Weise] die Frevler zuschanden machen.“

Der islamischen Überlieferung zufolge ließ Mohammed in der Folge der Kollaboration des jüdischen Stammes der Banū Quraiza mit den Mekkanern während der Grabenschlacht die an der Kollaboration beteiligten Männer des Stammes hinrichten. Die Banu Quraiza hatten südöstlich der Stadt schon in der vorislamischen Zeit Landwirtschaft betrieben und waren – wie die Banū ʾn-Naḍīr – Verbündete des arabischen Stammes der Banū Aus gewesen.
Der islamischen Historiographie, wie Ibn Ishāq, zufolge war die Verletzung eines Vertrages mit Mohammed – den die Geschichtsschreiber allerdings näher nicht beschreiben – der Anlass für die Belagerung der Festungen der Banu Quraiza durch Mohammeds Truppen. Den angeblichen Vertrag nennt bereits Muḥammad ibn Saʿd in seinem Klassenbuch als eine Art „Abmachung“ und als eine gegenseitige Sicherheitsgarantie (walṯu ʿahdin=schwache, unsichere Abmachung). Dass eine solche Abmachung oder Absprache keinen juristisch bindenden Charakter als Dhimma hatte, wird in der islamischen Rechtslehre mehrfach betont. In der modernen Islamwissenschaft werden neben politischen und wirtschaftlichen Gründen vor allem verräterische Aktivitäten bzw. die Darstellung einer militärischen Gefahr – auch nach einer Vertreibung aus der Oase – der Banu Quraiza, allerdings kein Vertragsbruch als Anlass für die Exekution genannt. Muslimische Gelehrte tendieren zur Ansicht, dass die Exekution notwendig für das Überleben der damaligen islamischen Gemeinschaft gewesen sei. Dabei betonen sie die – tatsächliche oder vermeintliche – Schuld Huyayy ibn Achtabs, der die Quraiza zum Verrat angestiftet habe und somit als Hauptverantwortlicher für die Exekution gelten müsse.
Die Banū Aus, nunmehr einflussreiche Helfer (Anṣār) Mohammeds, appellierten an ihn, ihren alten Verbündeten aus der vorislamischen Zeit gegenüber Milde walten zu lassen. Die Banu Quraiza ergaben sich bedingungslos und verließen ihre Festungen. Mohammed überließ die Entscheidung über das Schicksal der Banu Quraiza dem Stammesführer der Banū Aus selbst: Saʿd ibn Muʿādh. Er befahl, alle Männer zu töten, Frauen und Kinder in Gefangenschaft zu nehmen und sie mit ihrem Hab und Gut unter den Muslimen als Beute aufzuteilen.
Während der Belagerung hatten sich die Banu Quraiza formal korrekt verhalten und bei den Arbeiten am Graben den Muslimen Schaufeln zum Ausheben des Grabens geliehen, hatten die Angreifer allerdings mit Proviant versorgt und mit ihnen insgeheim Verhandlungen geführt. Zudem waren sie währenddessen kurz davor gestanden, Mohammed und seinen Anhängern in den Rücken zu fallen.
Entsprechend erwähnt die Offenbarung diese Ereignisse erzählerisch und nur aus der Retrospektive und verweist sowohl auf den „Grabenkrieg“ als auch auf die Vernichtung der Banu Quraiza in diesem Sinne:

„Und Gott schickte die Ungläubigen mit(samt) ihrem Groll zurück, ohne daß sie (von ihrem Unternehmen) einen Vorteil gehabt hätten. Und er verschonte die Gläubigen damit, zu kämpfen. Gott ist stark und mächtig. Und er ließ diejenigen von den Leuten der Schrift, die sie (d. h. die Ungläubigen) unterstützt haben, aus ihren Burgen herunterkommen und jagte ihnen Schrecken ein, so daß ihr sie (in eure Gewalt bekamet und) zum Teil töten, zum Teil gefangennehmen konntet. Und er gab euch ihr Land, ihre Wohnungen und ihr Vermögen zum Erbe, und (dazu) Land, das ihr (bis dahin noch) nicht betreten hattet. Gott hat zu allem die Macht.“

Weitere Koranverse betrachtet die Koranexegese als Zeichen für die Erfüllung von Gottes Willen gegen die jüdischen Feinde – vor allem gegen die Banu Quraiza – der medinensischen Gemeinschaft der Muslime:

„Viele von den Leuten der Schrift möchten euch gern, nachdem ihr gläubig geworden seid, wieder zu Ungläubigen machen, da sie von sich aus Neid empfinden […] Aber rechnet es (ihnen) nicht an und seid nachsichtig (und wartet zu), bis Gott mit seiner Entscheidung kommt! Er hat zu allem die Macht.“

Siehe auch Sure 5, Vers 41 und 52 und Sure 8, Vers 58, deren Inhalte die Exegeten mit der Vertreibung der Banū ʾl-Naḍīr bzw. der Vernichtung der Banu Quraiza in Verbindung bringen.
Mohammed erhielt aus der Beute u. a. Raiyḥāna, die er als Konkubine bei sich aufnahm. Sie soll einigen Berichten zufolge den Islam angenommen haben. Die Vernichtung der Banu Quraiza, dargestellt zunächst in der Historiographie des frühen 2. muslimischen Jahrhunderts, hat auch in der islamischen Jurisprudenz, in der Erörterung der Behandlung von Kriegsgefangenen und ihren Nachkommen ihre Spuren hinterlassen (siehe Banu Quraiza).
Mit der Vernichtung der Banu Quraiza wurden auch die Angehörigen der arabischstämmigen Banu Kilab ibn ’Amir, die Verbündeten der Banu Quraiza, hingerichtet. Mohammed hat eine ihrer Frauen, al-Naschāt (Variante: al-Schāt) bint Rifā’a, geheiratet, aber nach kurzer Zeit verstoßen. Während die Frauen und Kinder der Banu Quraiza versklavt werden durften, liegen keine Berichte darüber vor, dass al-Naschat bint Rifa’a ebenfalls Sklavin war. Michael Lecker folgert daraus, dass die arabischen Frauen, die man in den Festungen der Quraiza gefangen genommen hatte, womöglich nicht versklavt wurden; alternativ sei es allerdings auch möglich, dass ihre Stammesangehörigen sie freigekauft hätten.
In der zeitgenössischen Islamforschung wurde der Versuch unternommen, „die im Vergleich zu den anderen jüdischen Stämmen ungewöhnliche Grausamkeit gegen die Kuraiza“ zu relativieren: W. Arafat stellte die Glaubwürdigkeit der diesbezüglichen Berichte der frühen islamischen Geschichtsschreibung infrage und behauptete, dass nur einzelne Personen, die sich des Verrats an Mohammed schuldig gemacht hätten, exekutiert worden seien. Widerlegt wurden seine Ausführungen von Meir J. Kister in einer detaillierten Darstellung der Ereignisse anhand der Maghazi- und Sira-Literatur.
Die Juden in und um Medina sind Rudi Paret zufolge nicht wegen ihres Glaubens bekämpft und daraufhin vertrieben bzw. umgebracht worden, sondern weil sie im islamischen Gemeinwesen von Medina in sich geschlossene Gruppen bildeten, die für die damalige islamische Gemeinschaft stets, aber vor allem bei einer Bedrohung durch auswärtige Gegner gefährlich werden konnten und sich bei jedem größeren Konflikt mit den Quraisch als „recht zweifelhafte Bundesgenossen“ erwiesen. Dabei betont Paret, dass Mohammed nie die gesamte jüdische Bevölkerung Yathribs, sondern einzelne jüdische Stämme angegriffen hat. Die Banu Quraiza sind – so Watt – exekutiert worden, weil ihr Verhalten in der Grabenschlacht als Verrat gegenüber der medinensischen Gemeinschaft aufgefasst wurde; Mohammed sei nicht bereit gewesen, solches Verhalten zu tolerieren, und habe beschlossen, diese Schwachstelle in der Oase zu entfernen.
Über Mohammeds Kriegsführung urteilt der deutsche Orientalist Rudi Paret wie folgt:

„Mohammed muß aber mit dem Maßstab seiner eigenen Zeit gemessen werden. Nachdem die Quraiẓa sich ihm auf Gnade und Ungnade ergeben hatten, war er nach allgemeiner Ansicht durchaus berechtigt, keine Gnade walten zu lassen. So merkwürdig und unmenschlich sich das auch anhören mag: in der öffentlichen Meinung ist er wohl dadurch schuldig geworden, daß er Befehl gegeben hat, etliche Palmen der Banū Naḍīr zu fällen, nicht aber dadurch, daß er an einem einzigen Tag mehr als ein halbes Tausend Juden über die Klinge hat springen lassen.“

Diese von einigen Forschern geteilte Ansicht, wonach die Exekution auf Ort und Zeit bezogen keine Besonderheit dargestellt habe, wurde neuerdings von Michael Lecker in Frage gestellt.

### Rituelle Reformen: die Änderung der Gebetsrichtung

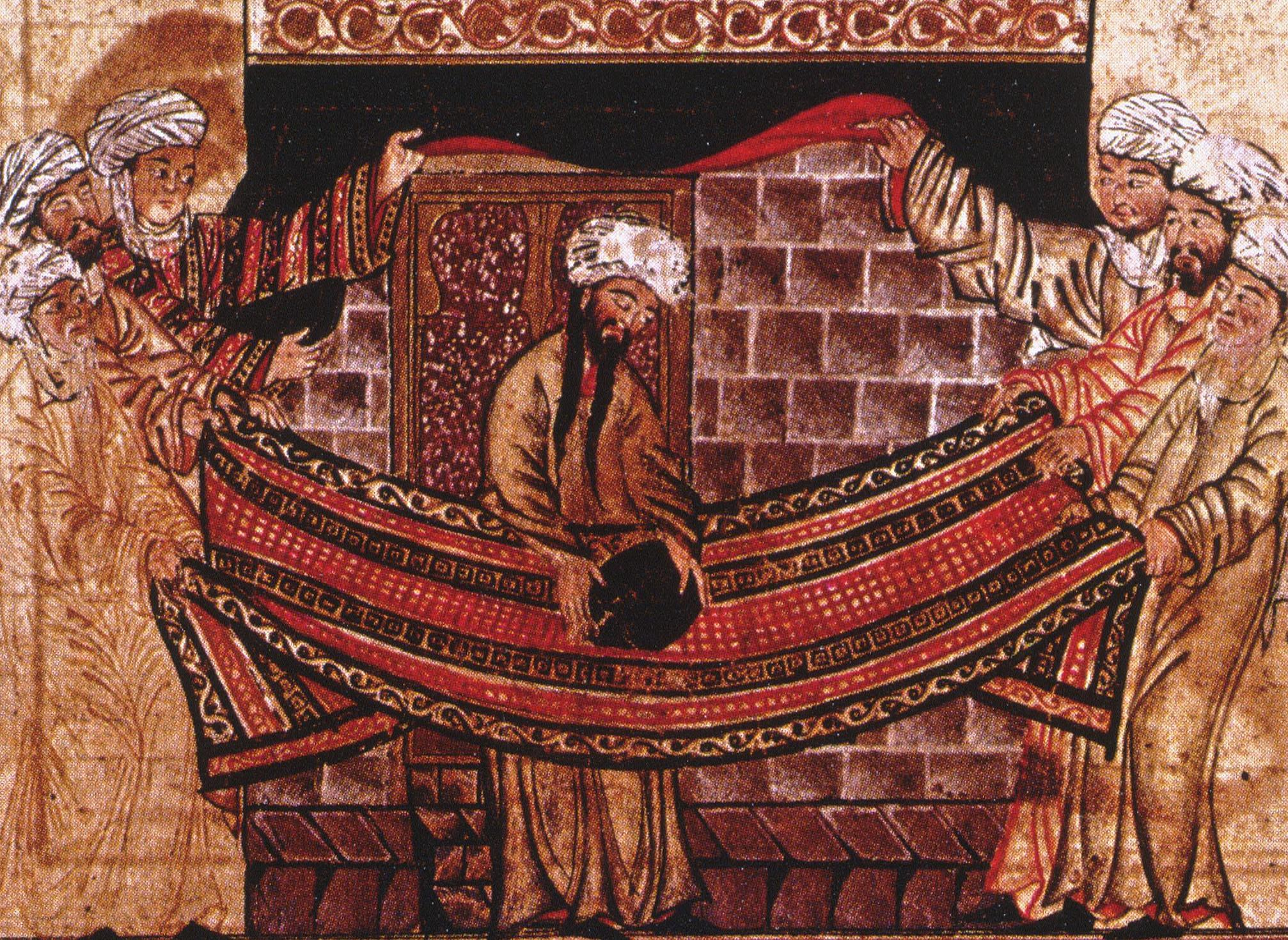
Mohammed beim Anbringen des Schwarzen Steines, aus einer Buchillustration des Dschami at-tawarich (1315)

Die frühesten Quellen über das Leben Mohammeds berichten einstimmig über die Gebetsrichtung des Propheten während dessen mekkanischer Periode, vor der Auswanderung nach Medina. Während des Gebets stand er zwischen der südlichen und der östlichen Ecke der Kaaba, wo der Schwarze Stein sich befand. Somit richtete er sich sowohl nach dem mekkanischen Heiligtum als auch – vom Süden aus – nach Jerusalem (bait al-maqdis), der Gebetsrichtung der Juden und Christen der Ostkirche. Erst 17 Monate nach der Auswanderung, im Monat Radschab, erfolgte die Änderung der Gebetsrichtung von Jerusalem nach Mekka. Einer bei Ibn Isḥāq in der Überlieferung seines Schülers Ibn Bukair erhaltenen Variante zufolge verrichtete Mohammed das Gebet in Minā, acht Kilometer östlich von Mekka, in Richtung der Kaaba. Ob dabei auch Jerusalem berücksichtigt wurde, wird in dieser Episode nicht einmal angedeutet. Die Änderung der Gebetsrichtung erfolgte gemäß der Offenbarung von Sure 2, Vers 143. (Weiteres hierzu siehe qibla)

## Nach der Einnahme Mekkas: die letzten Jahre (630–632)

### Anschluss der arabischen Stämme
Die stärksten Stämme um Mekka und at-Tā'if – Thaqīf bzw. Hawāzin – wurden gegen Ende Januar 630 entmachtet. Letztere konnten bei Hunain auf dem Weg nach at-Tā'if nur mit größter Mühe durch muslimische Truppen besiegt werden, worüber selbst der Koran Auskunft gibt:

„Gott hat euch (doch) an vielen Orten zum Sieg verholfen, (so) auch am Tag von Hunain, (damals) als eure (große) Menge euch gefiel (und euch selbstsicher machte). Sie half euch aber nichts, und euch wurde angst und bange. Hierauf kehrtet ihr den Rücken (um zu fliehen). Dann sandte Gott seine Sakīna auf seinen Gesandten und auf die Gläubigen herab, und er sandte [zu eurer Unterstützung] Truppen, die ihr nicht sahet, (vom Himmel) herab und bestrafte die Ungläubigen. Das ist der Lohn derer, die ungläubig sind.“

Die Zerstörung der Hauptgöttin al-Lāt in at-Tā'if übernahm ein früherer Feind Mohammeds: Abu Sufyān, der im Vorfeld der Eroberung Mekkas mit anderen Sippen- und Stammesführern den Islam angenommen hatte. Das neunte Jahr nach der „Hidschra“ (630–631) nennt man in der Prophetenbiographie Mohammeds das „Jahr der arabischen Delegationen“ an den Propheten nach Medina, die sich dem Islam angeschlossen hatten.
Auf die militärischen Siege im Süden folgte eine weniger erfolgreiche Expedition in den Norden, bis an die Südgrenze des Byzantinischen Reiches, nach Tabūk, die als fehlgeschlagener Beutezug unentschieden endete (siehe Feldzug nach Tabūk). Dieser von Mohammed geführte Feldzug im Jahre 630 gegen die Byzantiner und vor allem gegen ihre arabischstämmigen Bundesgenossen, dem allerdings viele Medinenser und bereits zum Islam übergetretene Beduinen fernblieben, fand in den oft zitierten Versen der Sure 9 (At-Tauba) als Kriegserklärung an die nichtmuslimische Außenwelt ihren Niederschlag:

„Kämpft gegen diejenigen, die nicht an Gott und den jüngsten Tag glauben und nicht verbieten, was Gott und sein Gesandter verboten haben, und nicht der wahren Religion angehören – von denen, die die Schrift erhalten haben – (kämpft gegen sie), bis sie kleinlaut aus der Hand Tribut entrichten!“

Dieser und die darauf folgenden Verse fordern vor dem historischen Hintergrund der Ereignisse des Jahres 630 dazu auf, auch die Christen zu bekämpfen, bis sie tributpflichtig werden. Man nennt diese Verse auch āyāt al-dschizya, die Dschizya-Verse, deren weitere Erörterung und Umsetzung der Legislative der islamischen Jurisprudenz vorbehalten werden sollte.
Das Auftreten Mohammeds im Norden hatte zur Folge, dass einige Gemeinden, christliche und jüdische, sich ihm unterwarfen: der christliche Fürst Yuhannā in Aila – heute: Aqaba –, die Bewohner in Adhruh und die Juden der Hafenstadt Makna. Ibn Ishāq, der bekannteste Verfasser einer Prophetenbiographie im 8. Jahrhundert, berichtet, dass Mohammed auf dem Karawanenweg von Medina nach Tabuk 18 Moscheen hinterließ, die damals wohl kleine Gebetsstätten gewesen waren. Damit war die gesamte nördliche Region als islamisches Gebiet und als Teil der medinensischen Umma – auch de jure – ausgewiesen. Nach seiner Rückkehr nach Medina übernahm Mohammed die Führung der Feldzüge gegen arabische Stämme der Halbinsel bis in das Ostjordantal nicht mehr persönlich, sondern übertrug sie seinen Gefährten (sahāba).
Für die Eroberungen nach Mohammed siehe Islamische Expansion.

### Die Affäre um die „Kultstätte der Schikane“ (masdschid ad-dirar)
Die Opposition in den Reihen der ebenfalls medinensischen Sippe der ’Amr b. ’Auf findet in Sure 9, Vers 107–108 und in den entsprechenden Überlieferungen der Koranexegeten Erwähnung.

„Und (was) diejenigen (angeht), die sich eine (eigene Kultstätte gemacht (wörtl. genommen) haben, um (den Gesandten?) zu schikanieren, dem Unglauben zu frönen und unter den Gläubigen ein Zerwürfnis hervorzurufen und als Stützpunkt (?) für (gewisse) Leute, die früher gegen Gott und seinen Gesandten Krieg geführt haben (oder: für einen, der […] Krieg geführt hat) – und sie schwören bestimmt, daß sie es in bester Absicht getan haben. Stell dich niemals (zum Gebet) in ihr auf! Eine Kultstätte, die vom ersten Tag an auf der Gottesfurcht gegründet war, verdient dies eher […]“

Die Entstehung der gesamten Sure wird von der Exegese auf das Jahr 630 datiert, der obige Vers ist nach der Rückkehr Mohammeds vom Feldzug nach Tabuk gegen die Byzantiner an der syrischen Grenze entstanden.
Der Koranvers macht die Rivalität zwischen zwei Moscheen in Medina deutlich. Einerseits gab es die Moschee / Kultstätte des Propheten, die „auf der Gottesfurcht gegründet war“, andererseits die Moschee / Kultstätte „der Schikane“ مسجد الضرار / masǧidu ʾḍ-ḍirār, die an einem anderen Ort in Medina, den kontroversen Berichten zufolge von Abu ’Amir, einem in Medina bekannten Hanīf und Gegner Mohammeds, gegründet worden sein soll, mit dem Ziel, das Gebet nicht in der Prophetenmoschee in Qubāʾ, sondern in der eigenen, der Sippe der ’Amr ibn ’Auf gewidmeten Moschee zu verrichten. Die älteste Koranexegese spricht hier von einer Kultstätte der Heuchler (munafiqun), deren Zerstörung Mohammed nach seiner Rückkehr vom Feldzug nach Tabuk, nach der Offenbarung der obigen Koranverse befohlen haben soll.

### Die Abschiedswallfahrt und der Tod Mohammeds
Ende Januar 632 trat Mohammed die große Pilgerfahrt nach Mekka an, die als die Abschiedswallfahrt in die Geschichte eingehen sollte; Anfang März 632 erreichte er Mekka und vollzog mit seinen Anhängern die Wallfahrt, in deren Verlauf alle Einzelheiten der Wallfahrtszeremonien und die damit verbundenen ritualrechtlichen Verpflichtungen, einschließlich der Integrierung vorislamischer Gebräuche, festgelegt wurden. Dem islamischen Überlieferungswesen zufolge war Sure 5, Vers 3 Teil der berühmten Rede Mohammeds am Berg ʿArafat, eine Art Vermächtnis an seine Anhänger:

„Heute habe ich euch eure Religion vervollständigt (so dass nichts mehr daran fehlt) und meine Gnade an euch vollendet, und ich bin damit zufrieden, dass ihr den Islam als Religion habt.“

Außerkoranisch, jedoch mit beeindruckender Aussagekraft, sind auch die folgenden Worte in der Rede ausgestattet, die in der islamischen Welt bis in die Moderne hinein zitiert werden:

„Ich habe euch etwas Klares und Deutliches hinterlassen; wenn ihr daran festhaltet, werdet ihr niemals in die Irre gehen: Gottes Buch und die Sunna seines Propheten. Leute! Hört meine Worte und begreift sie! Ihr sollt wissen, dass jeder Muslim Bruder des Muslims ist, und dass die Muslime (untereinander) Brüder sind […]“

Die Abschiedswallfahrt, auch „die Wallfahrt des Islam“ genannt, war der Kulminationspunkt in Mohammeds Wirken. In der Traditionsliteratur wird darüber berichtet, dass Mohammed auf der Rückreise von der Abschiedswallfahrt in al-Abwā' am Grab seiner Mutter Āmina, die als Heidin gestorben war, Halt machte, um für sie um Vergebung zu bitten. Dies soll – gemäß der Koranexegese – der Anlass zur Offenbarung von Sure 9, Vers 113 gewesen sein:

„Der Prophet und diejenigen, die glauben, dürfen (Gott) nicht für die Heiden um Vergebung bitten – auch (nicht) wenn es Verwandte (von ihnen) sein sollten –, nachdem ihnen (endgültig) klar geworden ist, dass sie (wegen ihres hartnäckigen Unglaubens) Insassen des Höllenbrandes sein werden.“

Eine plötzliche Erkrankung führte am 8. Juni 632 (13. 3. 11 AH) zu seinem unerwarteten Tod im Haus seiner Frau ʿA’ischa (Aischa). Die Todesnachricht löste in Medina große Verwirrung aus, so dass sein Leichnam, wie mehrere Historiographen berichten, einen ganzen Tag vernachlässigt blieb, bis er dann unter dem Haus von ʿA’ischa begraben wurde. Sein Grab – mit dem von Abū Bakr und ʿUmar ibn al-Ḫaṭṭāb – befindet sich heute innerhalb der „Prophetenmoschee“, der Hauptmoschee von Medina.
Wie unvorstellbar sein Tod für die Muslime gewesen sein muss, schildert Ibn Isḥāq in seiner Prophetenbiographie sehr eindrucksvoll; der spätere Kalif ʿUmar ibn al-Ḫaṭṭāb soll, der Überlieferung zufolge, deren Entstehung bis in das frühe erste muslimische Jahrhundert zurückverfolgt werden kann, sogar auf Elemente der jüdischen Prophetengeschichte zurückgegriffen und damit den Tod Mohammeds infrage gestellt haben:

„Einige unter den Heuchlern behaupten, dass der Gesandte Gottes gestorben ist. Jedoch ist der Gesandte Gottes nicht gestorben, sondern ging zu seinem Herrn wie dereinst Moses der Sohn ʿImrāns es getan hat und vierzig Tage von seinem Volk fern blieb, dann aber zurückgekehrt ist, nachdem man behauptete, er sei gestorben. Bei Gott! Der Gesandte Gottes wird genauso zurückkehren wie damals Moses zurückgekehrt ist, und er wird die Hände und Füße derjenigen abschlagen, die behaupteten, der Gesandte Gottes sei gestorben!“

Der Prophetenbiographie zufolge teilte Abu Bakr, der bald Mohammeds Nachfolger sein sollte, die Todesnachricht mit folgenden Worten mit (nach Ibn Ishaq):

„Leute! Wer Mohammed verehrt hat (dem sage ich): Mohammed ist gestorben. Wer den einzigen Gott verehrt hat (dem sage ich): Gott lebt und stirbt nicht.“

Dann rezitierte er folgenden Koranvers:

„Und Mohammad ist nur ein Gesandter. Vor ihm hat es schon (verschiedene andere) Gesandte gegeben. Werdet ihr denn (etwa) eine Kehrtwendung vollziehen, wenn er (eines friedlichen Todes) stirbt oder (im Kampf) getötet wird? Wer kehrtmacht, wird damit (Gott) keinen Schaden zufügen. Aber Gott wird (es) denen vergelten, die (ihm) dankbar sind.“

### Die Schaffung der islamischen „Umma“
Neben seinem Selbstverständnis, Prophet und Gesandter Gottes zu sein, bemühte sich Mohammed auch, die in seiner unmittelbaren Umgebung ansässigen und miteinander rivalisierenden Araberstämme zu vereinigen und sie in einer Gemeinschaft der Muslime (umma) unter seiner Führung zu integrieren. Wie zerbrechlich das von ihm hinterlassene Staatsgebilde jedoch war, zeigte sich unmittelbar nach seinem Tode. Im „Säulengang der Banu Sa’ida“ Saqifat Bani Sa’ida / سقيفة بني ساعدة / Saqīfatu Banī Sāʿida in Medina bekämpften sich die rivalisierende Gruppen der medinensischen Ansar – al-Aus und al-Chazradsch – unter der Leitung des von ihnen zum Nachfolger nominierten Sa’d ibn 'Ubada sowie der mekkanischen Auswanderer mit ihrem Wortführer ʿUmar ibn al-Chattāb in der Nachfolgerfrage. Die Machtaufteilung unter den Mekkanern (dominiert vom Stamm der Quraisch) und den medinensischen Ansar gemäß der Regel: „Von uns ein Befehlshaber wie auch von euch ein Befehlshaber“ (minnā amīrun wa-minkum amīrun), scheiterte am Vorschlag Umar ibn al-Chattabs, der den alten Weggefährten Mohammeds, Abū Bakr, zum Nachfolger (Kalif) vorschlug. Die vorrangige Aufgabe Abu Bakrs als Kalif bestand in der Bekämpfung der aufständischen Araberstämme in der Zeit der Ridda und in ihrer Unterordnung in die von Mohammed geschaffene medinensische Umma, in die sogenannte Gemeinschaft der Muslime.

## Islamische Mohammed-Verehrung

### Mohammed als Prophet und Gesandter Gottes
Mohammed gilt im Islam als Prophet (nabī) und Gottesgesandter (rasūl Allāh), dem mit dem Koran das Wort Gottes (Allahs) offenbart wurde. Im Koran wird er als „das Siegel der Propheten“ (خاتم النبيين / ḫātam an-nabiyyīn, Sure 33, Vers 40) bezeichnet. Dies wird so gedeutet, dass er der letzte aller Propheten war, die von Gott entsandt wurden. Der fromme Muslim fühlt sich verpflichtet, bei der Nennung Mohammeds die Eulogie Sallā Llāhu ʿalaihi wa-sallam (صلى الله عليه وسلم / ‚Gott segne ihn und schenke ihm Heil‘) stets hinzuzufügen. Diese Formel wird als Tasliya bezeichnet. Entsprechend der ihm beigemessenen Unfehlbarkeit (ʿIsma) hat die durch Hadithe überlieferte Handlungsweise Mohammeds für Muslime verbindlichen Vorbildcharakter.

### Wunderberichte
In den Prophetenbiographien finden sich nicht nur Berichte über Mohammeds Handlungsweisen in den verschiedensten Lebenssituationen, sondern auch Erzählungen über Wunder, die schon vor seiner Geburt sein Prophetentum angekündigt bzw. zu Lebzeiten dieses bestätigt haben sollen. Hierzu gehört zum Beispiel die Erzählung, wonach Mohammeds Vater ʿAbdallāh, kurz bevor er die Ehe mit Āmina einging, einer Frau begegnete, die ihm hundert Kamele dafür bot, wenn er ihr sogleich beiwohnen würde. ʿAbdallāh lehnte dies jedoch ab und begab sich stattdessen zu Āmina, die dann mit dem Gottesgesandten schwanger wurde. Als Mohammeds Vater am nächsten Tag zu der Frau ging, die sich ihm angeboten hatte, war diese nicht mehr an ihm interessiert und erklärte, dass das Licht, das ihn begleitete, von ihm gegangen sei. Dies ist der Ausgangspunkt der in sufischen und schiitischen Kreisen verbreiteten Vorstellung von dem präexistenten „muhammadanischen Licht“ (nūr Muḥammadī), das schon vor Adam erschaffen worden und dann über Adam und die Propheten durch die gesamten Vorfahren Mohammeds bis zu ihm selbst gewandert sein soll.
Eine weitere Erzählung berichtet über eine Handelsreise Mohammeds nach Syrien, bei der er dem Mönch Bahīrā begegnet sein soll, der das Siegel des Prophetentums (ein Muttermal) zwischen seinen Schultern entdeckte und die prophetischen Zeichen in ihm sah, die auch Juden und Christen in ihren Schriften überlieferten. Diese Legende findet sich bereits in der Prophetenbiographie von Ibn Ishāq und wird in etwas abgewandelter Form auch in der syrisch-christlichen Tradition des 9. Jahrhunderts erwähnt.

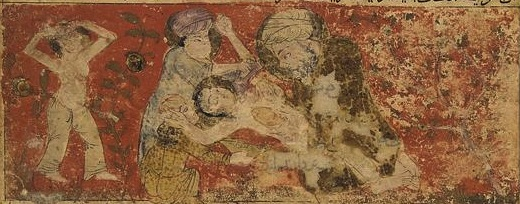
Darstellung von Mohammeds „Brustöffnung“ in der persischen Handschrift Tarichnama von Balami aus dem 14. Jahrhundert

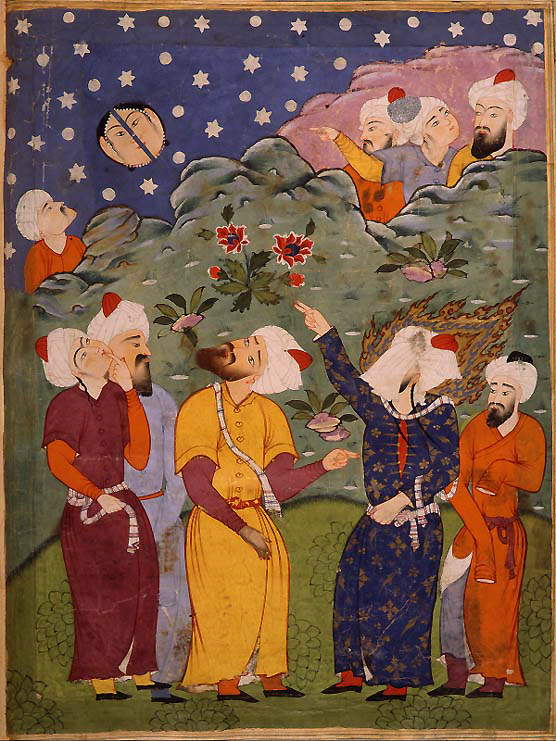
Darstellung der Mondspaltung in einer persischen Handschrift des 16. Jahrhunderts, Sächsische Landesbibliothek Dresden

In einer weiteren Erzählung, die an das Koranwort in Sure 94:1 „Haben wir nicht deine Brust geweitet?“ anknüpft und in verschiedenen Versionen vorliegt, wird von einer wunderhaften „Brustöffnung“ berichtet. In den Versionen der Erzählung, die in den Hadith-Sammlungen von Muslim ibn al-Haddschādsch und al-Buchārī aufgeführt werden, fand dieses Ereignis statt, als Mohammed bereits erwachsen war. Das Geschehen wird am Zamzam-Brunnen verortet und die Reinigung von Mohammeds Herzen findet mit dem Wasser dieses Brunnens statt. Harris Birkeland, der die Legenden über die Brustöffnung untersucht hat, vermutet, dass es sich bei dieser Version um eine alte Berufungsgeschichte handelt, die erst später durch die Erzählung über Mohammeds Berufung am Berg Hirā' in den Hintergrund gedrängt wurde. In anderen Versionen der Erzählung wird das Geschehen in Mohammeds Kindheit verlegt. In der Version, die Ibn Ishāq überliefert, wird erzählt, dass drei Engel den jungen Mohammed aufsuchten, auf einen Berg mitnahmen und ihn dort hinlegten. Der erste schlitzte ihm die Brust auf, nahm seine Eingeweide heraus und wusch sie mit Schnee. Der zweite zog sein Herz heraus, holte einen schwarzen Punkt daraus hervor, den er dem Satan hinwarf, und füllte das Herz mit einer Lichtsubstanz. Der dritte Engel verschloss seinen Körper wieder und wog ihn gegen zehn Männer auf, wobei Mohammed schwerer war als sie alle. Anschließend flogen die drei Engel wieder fort. Die Erzählung sollte zeigen, dass Mohammeds Herz vor seiner Berufung zum Propheten gereinigt und auf diese Weise für den Empfang der göttlichen Offenbarung vorbereitet worden war.
Berühmt ist auch das Wunder der sogenannten „Spaltung des Mondes“ (inšiqāq al-qamar). Demnach hat Gott auf Mohammeds Bitte den Mond in zwei Teile gespalten und anschließend wieder zusammengefügt, was angeblich auch in Indien beobachtet wurde. Die Vorstellung von diesem Wunder knüpft sich an den Koranvers: „Genaht ist die Stunde, und gespalten der Mond“ (Sure 54:1). Andere Erzählungen berichten davon, dass Mohammed verschiedene Speise-, Wasser- und Heilungswunder vollbracht habe.

### Die Himmelsreise des Propheten
Die islamische Geschichtsschreibung hat die mekkanische Periode der Prophetie außerdem mit zwei wichtigen Ereignissen angereichert, die für die Nachwelt das Bild Mohammeds nachhaltig geprägt haben:
- die Himmelfahrt (al-miʿrāǧ) vom Kaʿba-Heiligtum in den Himmel am 27. Ramadan, 18 Monate vor der Umsiedlung nach Yathrib und
- die sogenannte nächtliche Reise (al-isrāʾ) nach Jerusalem, die 17 Tage vor der Hidschra nach Yathrib stattgefunden haben soll.

Die Historiographie bleibt nicht nur bei den Datierungsfragen ungenau, sondern ist bestrebt, beide Ereignisse zusammenzulegen und sie in der nächtlichen Reise Mohammeds nach Jerusalem zusammenzufassen. Denn von dort, vom Jerusalemer Tempelberg, auf dem später der Felsendom (qubbat aṣ-ṣaḫra) errichtet wurde, soll Mohammed in den Himmel aufgefahren sein. Zuvor soll er hier ein Gebet mit allen biblischen Propheten einschließlich Jesus geleitet haben. Nach kurzer ermahnender Begegnung mit Gott begab er sich nach der Legende anschließend zusammen mit dem Erzengel Gabriel zurück nach Mekka. Neben der Historiographie werden beide Episoden auch von der Traditionsliteratur (hadith) und der Koranexegese eingehend und kontrovers abgehandelt, um im Lichte von Sure 17, Vers 1 die zahlreichen Überlieferungen seit dem ersten muslimischen Jahrhundert nach Möglichkeit miteinander zu harmonisieren. at-Tabarī hat in seinem monumentalen Korankommentar (tafsir) die wichtigsten Varianten dieser Episode zusammengestellt. Die Identifizierung „der fernen Kultstätte“ in Sure 17, Vers 1 mit Jerusalem ist erstmals in der frühen Koranexegese nachweisbar, als der Umayyaden-Kalif ʿAbd al-Malik ibn Marwān Interesse an dem sowohl für die Christen als auch für die Juden heiligen Ort zeigte und mit dem Bau des Felsendoms begann. Es ist anzumerken, dass unter den ausschließlich aus Koranzitaten bestehenden Bauinschriften aus umayyadischer Zeit im Inneren des Felsendoms Sure 17, Vers 1 nicht enthalten ist. Selbst in der Aqsa-Moschee wird dieser Koranvers erst in einer Inschrift aus dem 11. Jahrhundert erwähnt. In verschiedenen Überlieferungen ist der Erzählung über Mohammeds Himmelfahrt die Erzählung über die wunderhafte Brustöffnung vorgeschaltet.

### Mohammeds Geburtstagsfest
Im 11. Jahrhundert wurde es am Hof der Fatimiden üblich, am 12. Rabīʿ al-awwal den Geburtstag des Propheten zu feiern. Im 12. Jahrhundert wurde dieses Fest auch von sunnitischen Herrschern übernommen. Der erste sunnitische Herrscher, der das Fest offiziell beging, war Nur ad-Din. In wenigen Jahrzehnten verbreitete sich der Brauch, den Geburtstag (maulid) des Propheten zu feiern, über weite Teile der sunnitisch-islamischen Welt. Noch heute ist es eines der wichtigsten Feste im Bereich des sunnitischen Islams.

### Die Verehrung des Prophetengrabes in Medina

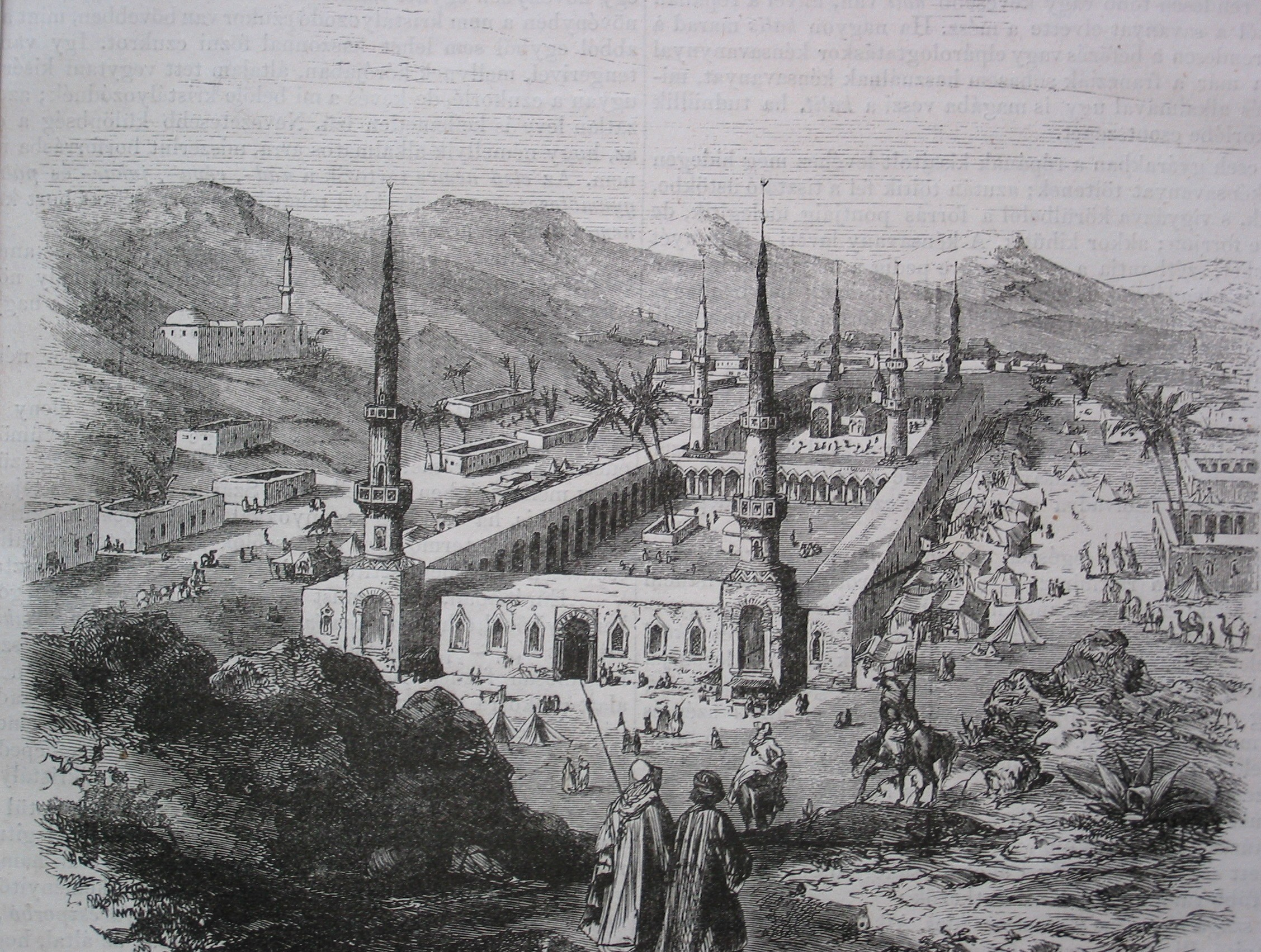
Die Hauptmoschee von Medina mit dem Grab Mohammeds. Stahlstich (19. Jahrhundert)

Im zehnten Jahrhundert wurde auch das Grab des Propheten in Medina zum Gegenstand der Verehrung und zum Ziel frommer Besuche. Als Rechtfertigung für den Besuch des Prophetengrabes wurde auf verschiedene überlieferte Prophetenworte verwiesen, wie zum Beispiel: „Wer mein Grab besucht, dem gebührt (dereinst) meine Fürsprache“ (Man zāra qabrī waǧabat la-hū šafāʿatī) und „Wer den Haddsch vollzieht und nicht mein Grab besucht, hat mir gegenüber grob gehandelt“. Gläubige fingen an, Erde vom Grab des Propheten mitzunehmen, um dadurch die Baraka des Propheten zu erhalten. Das Grabzimmer des Propheten, das als „die erhabene Kammer“ (al-ḥuǧra aš-šarīfa) bezeichnet wurde, wurde im Laufe des Mittelalters immer weiter ausgebaut. Einige Gelehrte der malikitischen Lehrrichtung erklärten den Besuch von Mohammeds Grab in Medina sogar zur obligatorischen Pflicht für jeden Muslim. Ab dem späten Mittelalter verbreitete sich die Vorstellung, dass Mohammed in seinem Grab lebendig sei und jeden grüße, der ihn grüßt. Insbesondere bei hanbalitischen Gelehrten stieß die Verehrung des Prophetengrabes aber auch auf Kritik. Ibn Taimīya und sein Schüler Ibn Qaiyim al-Dschauzīya verboten den Besuch des Prophetengrabes in Medina als eine unrechtmäßige Neuerung und meinten, dass allein die Moschee des Propheten besucht werden sollte. Dieser Position schlossen sich später auch die Wahhabiten an. Im Zuge der Durchsetzung ihrer restriktiven Lehre im heutigen Saudi-Arabien wurde der Kult um das Grab des Propheten verboten.

## Die Darstellung Mohammeds in den christlichen Chroniken der Frühzeit
Die wohl älteste Quelle, in der Mohammed genannt wird, geht auf die syrische Chronik von Thomas dem Presbyter, der gegen 640 geschrieben hat, zurück:

„Am 4. Februar 634 am frühen Morgen fand ein Kampf zwischen den Byzantinern und den Arabern Mohammeds statt.“

Demnach wurde Mohammed bereits von Zeitgenossen als militärischer Führer dargestellt. In der anonymen Geschichte von Armenien, die mit dem Sieg von Mu’awiya I. im ersten Bürgerkrieg (656–661) endet und die man allgemein dem Bischof Sebeos zuschreibt, wird Mohammed mit folgenden Worten – gerichtet an seine Anhänger – zitiert:

„Ihr seid die Söhne Abrahams, und Gott will durch euch sein Versprechen, das er Abraham und seiner Nachwelt gegeben hatte, verwirklichen. Liebe den Gott Abrahams, gehe hinaus und nimm das Land in Besitz, das Gott deinem Vater Abraham gegeben hatte, denn niemand wird imstande sein, dir im Kampf zu widerstehen, denn Gott ist mit dir.“

In der „Chronica minora“ III., im „Corpus Scriptorum Christianorum Orientalium“, wird Mohammed ebenfalls als militärischer Führer verstanden:

„Im Jahre 940 des Alexander (d. i. 628–629) betraten Heraclius und die Byzantiner Konstantinopel. Mohammed und die Araber brachen vom Süden auf und betraten das Land und unterwarfen es.“

Auch hier kommt klar zum Ausdruck, dass Mohammed diese Eroberungszüge veranlasst und zum Teil selbst geführt hatte. Dass Mohammed sich als Erneuerer des abrahamschen Monotheismus verstand, bestätigen auch die frühesten christlichen Chroniken aus der Mitte des 7. Jahrhunderts. Sie führen im Einzelnen auch aus, dass es Mohammed war, der „den Arabern den Gott Abrahams vorstellte“ – so der armenische Chronist Sebeos – und ihnen neue Gesetze gab. Johannes bar Penkaye, ein Mönch in Nordmesopotamien, der nach eigener Auskunft im „67. Jahr der Herrschaft der Araber“ (d. i. 686–687) schrieb, berichtet:

„Sie (die Araber) halten an der Tradition Mohammeds so stark fest, dass sie jeden, der seine (Mohammeds) Gesetze missachtet, mit dem Tode bestrafen.“

In der Chronik von Zuqnin, im „Corpus Scriptorum Christianorum Orientalium“, heißt es zu Beginn der Darstellung des Islam:

„Da er (Mohammed) ihnen (den Arabern) den einzigen Gott beschrieb und sie (die Araber) unter seiner Führung die Byzantiner besiegten, und da er ihnen Gesetze gemäß ihren Wünschen gab, nennen sie ihn ‚Prophet‘ (nbîyâ) und ‚Gesandter‘ (rasùlâ) Gottes.“

## Die Darstellung Mohammeds im mittelalterlichen und neuzeitlichen Europa

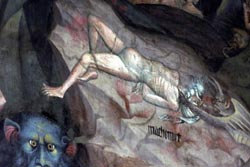
Mohammed in der Hölle. Darstellung von Giovanni da Modena in der Basilika San Petronio, 15. Jahrhundert.

„Es gibt wohl kaum eine Gestalt der Weltgeschichte, die im christlichen Abendland über lange Zeit so negativ dargestellt, dann aber ebenso überschwenglich gelobt worden ist wie Mohammed.“

### Negative Darstellungen

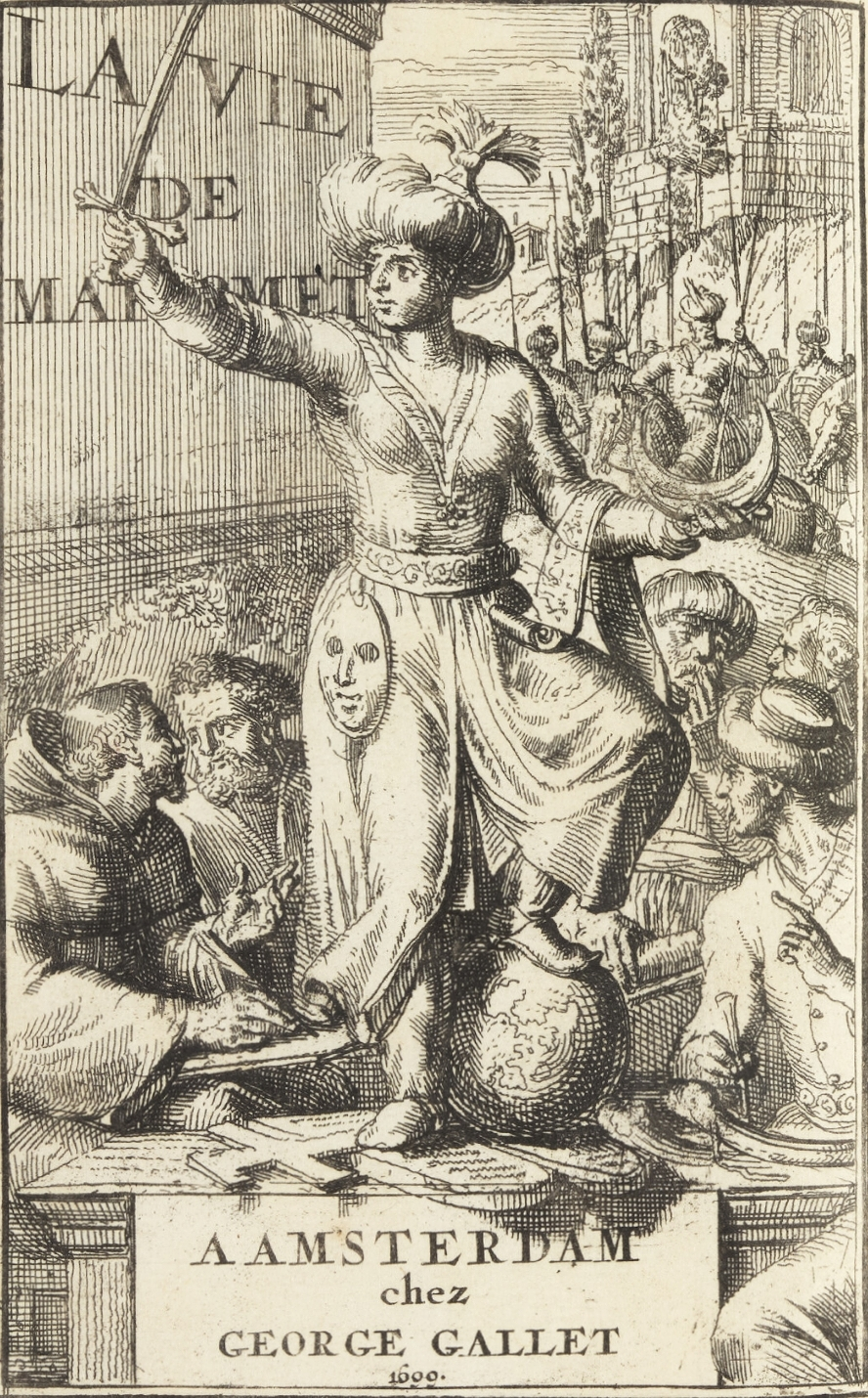
Illustration aus der Biographie Mohammeds von Humphrey Prideaux, veröffentlicht 1699. Das Bild zeigt Mohammed mit einem Schwert und einem Halbmond in der Hand, während er auf einen Globus, ein Kreuz und die Zehn Gebote tritt.

Die christliche Auseinandersetzung mit dem Religionsstifter des Islam beginnt einige Jahrzehnte nach Mohammeds Tod, noch im 7. Jahrhundert. Zu den ältesten und einflussreichsten Streitern gegen den Islam gehört der Theologe und Kirchenvater Johannes von Damaskus. Sein dogmatisches Werk „Quelle der Erkenntnis“ (griechisch Pege gnoseos) enthält unter anderem eine umfangreiche Darstellung der Häresien im Christentum. Dieses „Buch der Häresien“ endet mit einer kurzen Darstellung des Islams, den Johannes jedoch nicht so bezeichnet und auch nicht als eigenständige Religion wahrnimmt, sondern den bis jetzt herrschenden Glauben der Ismaeliten […] als Vorläufer des Antichristen darstellt. Ismael, von dem der Begriff „Ismaeliten“ abgeleitet ist, galt seit dem griechischen Kirchenhistoriker Sozomenos, noch vor der Entstehung des Islams, allgemein als Stammvater der Araber, gemäß der Bibel (Gen 16 ). Im „Buch der Häresien“ heißt es weiter, die Ismaeliten seien bis zur Zeit des Kaisers Herakleios Götzendiener gewesen und dann von einem falschen Propheten „Mamed“ in die Irre geführt worden.
Durch Johannes von Damaskus wurde die Bezeichnung „falscher Prophet“ bzw. „Pseudoprophet“ über Jahrhunderte in unzähligen christlichen Polemiken gegen den Islam gleichsam zu einer Standardbezeichnung Mohammeds. Ein Beispiel dafür ist die Erzählung Off Machomet the false prophete in Fall of Princes des englischen Mönchs und Schriftstellers John Lydgate aus dem 15. Jahrhundert. Die Bezeichnung Mohammeds als „Vorläufer des Antichristen“, die ebenfalls auf Johannes von Damaskus zurückgeht, wurde im 16. Jahrhundert während der Türkenkriege wieder aufgegriffen. Martin Luther verfasste 1529, im Jahr der türkischen Belagerung Wiens, die beiden Schriften Vom Kriege wider die Türken und die Heerpredigt wider die Türken. Dabei schildert er, indem er Visionen aus Dan 7  heranzieht, den Türken und den Papst als gemeinsame Feinde des rechtgläubigen Christentums. In der Nachfolge Luthers entstand dann im Protestantismus die Theorie von den „zwei Antichristen“ – dem Papst im Okzident und Mohammed im Orient.
Im Laufe des Mittelalters wurde Mohammed immer wieder als christlicher Ketzer bzw. Häretiker dargestellt. Ein berühmtes Beispiel dafür findet sich im Gesang 28 des Inferno, wo Dante als Erzähler Mohammed und Ali erblickt, die unter die Glaubensspalter und Zwietrachtstifter gerechnet werden. Als Begründung für Mohammeds Ketzertum wird einerseits seine mangelhafte Kenntnis des Alten und Neuen Testaments angeführt, andererseits seine Begegnung mit einem Mönch namens Bahīrā oder auch Sergius, der entweder als Anhänger des Arius oder des Nestorius bezeichnet wird. Sowohl Arianismus als auch Nestorianismus galten im Mittelalter als Häresien.
Zudem wurde Mohammed in der europäischen Literatur häufig Betrügerei vorgeworfen. In der Legenda aurea, einem weit verbreiteten religiösen Volksbuch von Jacobus de Voragine, wird die Legende kolportiert, Mohammed habe eine Taube dressiert, um den Sarazenen auf diese Weise seine Inspiration durch den Heiligen Geist vorzutäuschen. Diese Geschichte wurde auch bildlich dargestellt. 1697 veröffentlichte der englische Theologe und Orientalist Humphrey Prideaux (1648–1724) eine Biographie Mohammeds unter dem Titel: The True Nature of Imposture fully display’d in the Life of Mahomet („Die wahre Natur der Betrügerei, vollständig demonstriert am Leben Mohammeds“). Dieses Buch enthielt auch eine Polemik gegen die Deisten, wobei der Islam als Vorbild „deistischer“ Strömungen geschildert wurde, die im Gefolge des Antitrinitarianismus die Lehre der Dreieinigkeit verwarfen.
In der Chronographia, einem Werk des byzantinischen Chronisten Theophanes, das in Westeuropa bald durch die lateinische Übersetzung von Anastasius Bibliothecarius bekannt wurde, heißt es, Mohammed habe an der „Fallsucht“, also der Epilepsie gelitten. Diese Behauptung wird oft mit Mohammeds angeblichen Täuschungsabsichten verknüpft. Der Dominikaner Ricoldo da Monte di Croce († 1320) schreibt in seinem Traktat Contra legem Saracenorum („Gegen das Gesetz der Sarazener“):

„Aber da er an der ‚fallenden Krankheit‘ litt, behauptete er, ein Engel redete mit ihm.“

Diese Schrift wurde mehrfach übersetzt, unter anderem 1542 ins Deutsche von Martin Luther unter dem Titel Verlegung des Alcoran.
In den französischen Chansons de geste, die an Hörer aus allen Bevölkerungsgruppen gerichtet sind, spielen die Kämpfe mit den Sarazenen eine bedeutende Rolle. In diesen Epen tritt Mahomet bzw. Mohammed nie als Prophet auf, sondern wird als der höchste und mächtigste Gott der Sarazenen verehrt, jedoch nur in Zeiten des Glücks. Im Rolandslied, einem der ältesten Chansons de geste, steht, dass die Sarazenen nach einer verlorenen Schlacht Mohammed in einen Graben gestoßen hätten, wo er von Schweinen und Hunden gebissen und mit den Füßen getreten worden sei. Solche Schilderungen über das schmähliche Ende Mohammeds verdeutlichen die von Hass und Verachtung bestimmten Gefühle, die während des gesamten Mittelalters dem Propheten des Islams gegenüber in Europa vorherrschten.
Die zweite Wiener Türkenbelagerung 1683 inspirierte den katholischen Barockprediger Abraham a Sancta Clara im selben Jahr zu einem Pamphlet, in der die Christen zum Kampf wider den Mahometanischen Irrthum und Türckischen Erbfeind aufgefordert werden. Dieses Werk war Friedrich Schillers Vorbild für die Kapuzinerpredigt in Wallensteins Lager.

### Auf dem Weg zu einer differenzierten Darstellung

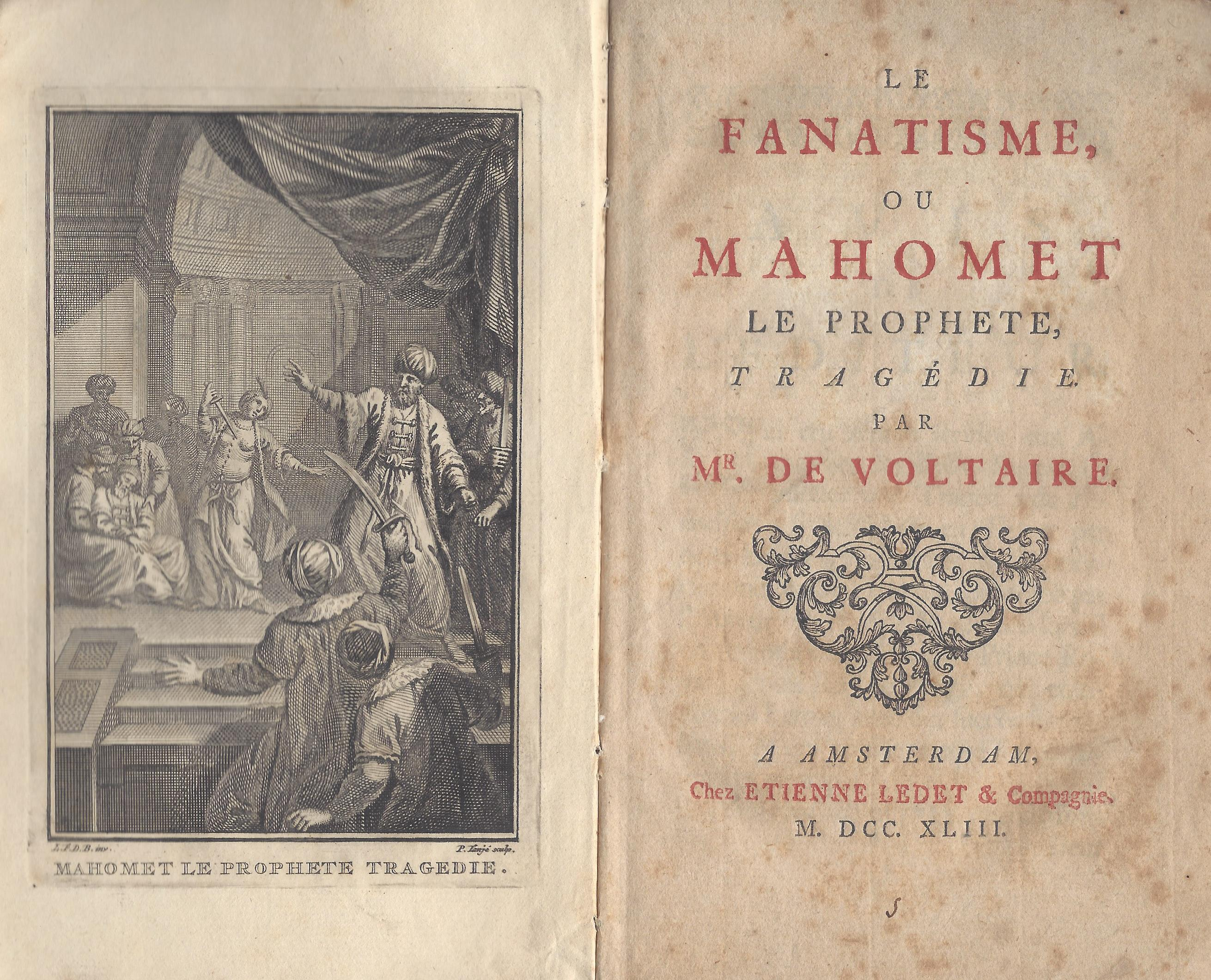
Voltaires Mahomet der Prophet

Im Zeitalter der Aufklärung begann sich in Europa auch das Bild Mohammeds und des Islams zu relativieren. De religione Mohammedica libri duo des niederländischen Orientalisten Adrianus Reland erschien 1705 auf Lateinisch und wurde bald in zahlreiche Sprachen übersetzt, darunter auch ins Deutsche. In seinem zweibändigen Werk über die mohammedanische Religion kritisierte der Verfasser die bisherige Beschäftigung mit dem Islam, da sie nicht auf gründlichem Quellenstudium beruhe. In Frankreich bekämpften Henri de Boulainvilliers (1658–1722) mit seiner Mohammed-Biographie, Pierre Bayle, vor allem aber Voltaire mit seinem 1741 uraufgeführten Theaterstück Mahomet der Prophet, das sich grundsätzlich gegen die katholische Kirche richtete, Fanatismus, religiöse Borniertheit und geistige Intoleranz. Zwar wird Mohammed in Voltaires fünfaktiger Tragödie, die 1742 nach drei Aufführungen in Paris auf Druck des Klerus abgesetzt wurde, immer noch zum groben platten Betrüger, Mörder und Wollüstling gemacht, wie Herders Frau Caroline in einem Brief an Goethes Freund Karl Ludwig von Knebel bemängelte. Voltaire war sich dieses Mangels bewusst und versuchte ihn in seinem monumentalen, 1753 erstmals erschienenen Essai sur les mœurs et l’esprit des nations („Versuch über die Sitten und den Geist der Nationen“) wettzumachen. Darin wird Mohammed als Gesetzgeber und Eroberer gezeichnet, wogegen sein Prophetentum in den Hintergrund rückt. Goethe übersetzte Voltaires Drama ins Deutsche; sein Gedicht Mahomets Gesang ist ein Schlüsselwerk des Sturm und Drang.
Der bedeutende britische Historiker Edward Gibbon, ein Zeitgenosse Voltaires, sah wie dieser Mohammed als „Gesetzgeber“ und wies auf seine Bedeutung als Gründer eines Weltreiches hin. Er widersprach dem vermuteten Vorliegen einer Epilepsie und bezeichnete dies als „eine alberne, von den Byzantinern erfundene Verleumdung“. Er übte aber auch Kritik an Mohammed, z. B. daran, dass er vor allem in Ehefragen „die Rechte eines Propheten missbrauchte“.
Im 19. Jahrhundert widmete der schottische Literat Thomas Carlyle in seinem sechsteiligen Buch On Heroes, Hero-Worship, and The Heroic in History („Über Helden, Heldenverehrung und Heldentum in der Geschichte“) Mohammed ein ganzes Kapitel. Er glorifiziert ihn somit als Geschichte schaffenden, naturwüchsigen „Helden“ und stellt ihn in eine Reihe mit Dante, Shakespeare, Napoleon oder Luther.
Im Damen Conversations Lexikon von 1836 befindet sich folgender kritischer Eintrag zu Mohammed:

„Großen Völkerfamilien, bei denen sich in einem gewissen Momente die gesammten physischen Kräfte mit ihren geistigen Fähigkeiten in Masse entwickelten, hat die Vorsehung häufig ein Genie an die Spitze gestellt, welches die rohen Gewalten in eine Bahn dämmte, den Geist läuterte und die unheildrohende chaotische Masse in den Strom des Nationallebens leitete. Sie waren oft Propheten und Heerführer zugleich. So hatten die Juden ihren Moses und Josua, die Völker des westl. Südasiens ihren Muhammed. Muhammed, Ebn Abdallah, geb. 569 aus einer arab. Fürstenfamilie bei Mekka, verlor frühzeitig seine Eltern, widmete sich erst den Waffen, dann dem Handel, unternahm weite Karavanenzüge, lernte auf diesen die verschiedenen Glaubenslehren kennen, eignete sich dieselben an und baute, unterstützt von einer mächtigen Phantasie, angeregt vom Ehrgeize, ein eigenes neues Religionsgebäude auf. Er heirathete seine Gebieterin, ward Emir seines Stammes und dadurch mächtig, bekam Visionen, lebte in einer Höhle, ordnete seine Lehre, gewann Anhänger und trat als Reformator auf. Abwechselnd fand er Schutz und Verfolgung; mit dem Schwerte in der Hand predigte er den Islam, seine Begeisterung, seine Visionen und mancherlei Gaukelspiele überzeugten und rissen die rohe Masse hin […].“

Die wissenschaftlich unbegründete Vermutung, Mohammed habe an Epilepsie gelitten, wurde bisweilen auch positiv gewendet. Die russische Mathematikerin Sofja Kowalewskaja berichtet von einer Begegnung mit dem Schriftsteller Dostojewski, der dabei von seinem ersten epileptischen Anfall erzählt und mit folgenden Worten geschlossen habe:

„Mohammed versichert in seinem Koran, dass er das Paradies erblickt habe […]. Alle Neunmalklugen sind der Auffassung, er sei ein Lügner und Betrüger. Nein, nein, er hat nicht gelogen. Er ist tatsächlich ins Paradies entrückt worden, und zwar während einer seiner epileptischen Anfälle, unter denen er ebenso wie ich litt. Ich vermag nicht zu sagen, ob diese Seligkeit Sekunden, Stunden oder Monate währt, aber, auf mein Wort, ich würde sie nicht für alle irdischen Freuden eintauschen.“

## Islamische Quellen zum Leben Mohammeds

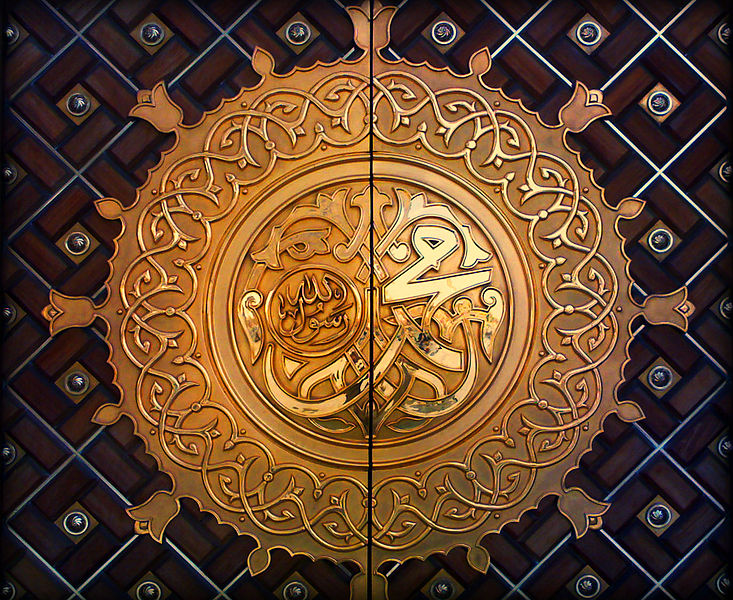
Kalligraphische Darstellung des Namens Mohammed am Tor der Prophetenmoschee in Medina

„Im Fall von Mohammed beginnen die schriftlichen Quellen über sein Leben erst um 750 bis 800 n.Chr., ungefähr vier oder fünf Generationen nach seinem Tod, und wenige Islamwissenschaftler […] gehen heute davon aus, dass sie direkte historische Berichte sind. Trotz allem wissen wir wahrscheinlich mehr über Mohammed als über Jesus (ganz zu schweigen von Moses oder Buddha), und wir haben gewiss die Möglichkeit, noch wesentlich mehr zu wissen.“

Zwar ist die Lebensweise (Sunna) Mohammeds Gegenstand unzähliger Berichte (Hadithe), die von seinen Gefährten überliefert und später schriftlich fixiert wurden, gleichwohl gibt es so gut wie keine unabhängigen zeitgenössischen Quellen zu Mohammeds Leben und Wirken; auch der Koran wurde erst etwa zwanzig Jahre nach seinem Tod gesammelt und schriftlich fixiert. Fast alles, was über das Leben Mohammeds berichtet wird, stammt aus parteiischen Quellen, die ihn entweder als Verkünder einer göttlichen Wahrheit preisen oder – wie in der christlichen Apologetik – als „Verführer“ ablehnen. Dieser Artikel folgt im Wesentlichen den Erkenntnissen der Islamwissenschaft. In Teilen der historisch-kritischen Schule der Islamwissenschaft wird die Existenz von Mohammed als historischer Person in Frage gestellt.

### Koran
Alle folgenden Koranzitate stammen aus der Übersetzung Rudi Parets.
In der Erforschung des Lebens Mohammeds als Religionsgründer und historische Figur im 7. Jahrhundert betrachtet die Islamwissenschaft den Koran stets als grundlegende Quelle.

„In diesem Zusammenhang, nämlich bei der Frage nach der Geschichte Mohammeds und seiner Zeit, betrachten wir den Koran als eine historische Quelle erster Ordnung, und wir sehen unsere Aufgabe darin, ihn mittels einer eingehenden Interpretation zum Sprechen zu bringen. Dabei ist uns Mohammed mehr als ein bloßer Übermittler göttlicher Wahrheit. Er tritt selber in Aktion, behaftet mit menschlichen Schwächen, was ihn uns sympathisch macht, weil wir in ihm unser Fleisch und Blut sehen, und zugleich begabt mit einer menschlichen Größe, die uns Bewunderung und Ehrfurcht abnötigt.“

Der islamischen Tradition zufolge wurde der Koran von einigen Anhängern Mohammeds von Anfang an (ab ca. dem Jahre 610) schriftlich festgehalten, zunächst als Sammlungen loser Blätter (ṣaḥīfa, Pl. ṣuḥuf / صحف , صحيفة / ṣaḥīfa, Pl. ṣuḥuf), überwiegend auf Pergament, hergestellt aus tierischen Häuten (raqq/riqq / رقّ). Diese Sammlungen nannte man maṣāḥif (aus Sing. muṣḥaf مصاحف , مصحف / maṣāḥif, muṣḥaf).
Die wichtigste Quelle über Mohammeds Wirken als Prophet ist somit der Koran. Mohammed selbst wird im Offenbarungstext zu unterschiedlichen Anlässen viermal genannt:

„Und Mohammed ist nur ein Gesandter. Vor ihm hat es schon (verschiedene andere) Gesandte gegeben.“

„Mohammed ist nicht der Vater von (irgend)einem eurer Männer (auch wenn dieser sein Nennsohn ist). Er ist vielmehr der Gesandte Gottes und das Siegel der Propheten (d. h. der Beglaubiger der früheren Propheten, oder der letzte der Propheten).“

Beide Koranverse sind ein unmittelbarer und historisch authentischer Beleg für das Selbstverständnis Mohammeds als Prophet, der die Botschaft früherer Propheten der „Schriftbesitzer“ fortführt und vollendet.

„Denen aber, die glauben und tun, was recht ist, und die an das glauben, was auf Mohammed (als Offenbarung) herabgesandt worden ist – es ist (ja) die Wahrheit (und kommt) von ihrem Herrn –, denen tilgt er ihre schlechten Taten und bringt alles für sie in Ordnung.“

„Mohammed ist der Gesandte Gottes. Und diejenigen, die mit ihm (gläubig) sind, sind den Ungläubigen gegenüber heftig, unter sich aber mitfühlend.“

Wie die beiden Verse zeigen, verstand sich Mohammed als Überbringer einer Erlösungsbotschaft, die ihn und seine Anhänger von den sogenannten Ungläubigen (kuffār) unterscheiden sollte.

### Koranexegese (tafsīr)
Zu vielen Passagen des Korans liefert die Koranexegese (tafsīr) Details, die bei der Betrachtung Mohammeds als historische Figur und Religionsgründer nach islamischem Verständnis von Bedeutung sind. Die Koranexegeten haben die Nachrichten über die historischen Gründe der Offenbarung asbab an-nuzul / أسباب النزول / asbābu ’n-nuzūl bestimmter Verse nach den ältesten Quellen der islamischen Historiographie gesammelt und diese im Einzelnen erörtert. Dabei entwickelte sich ein selbständiger Zweig der Koranexegese, der sich ausschließlich denjenigen Koranversen widmete, deren Offenbarung mit bestimmten Ereignissen im Leben Mohammeds zusammenhing. Der deutsche Orientalist Theodor Nöldeke hebt die Bedeutung dieser Literaturgattung innerhalb der Koranexegese wie folgt hervor:

„Die unter dem Namen Asbāb an-nuzūl gehenden Werke unterscheiden sich von den Kommentaren dadurch, dass sie nur das auf die Veranlassung der Offenbarung bezügliche Material enthalten. Da dieses aber den religionsgeschichtlich wie literaturgeschichtlich wichtigsten Teil der Kommentare ausmacht und hier, allen störenden Beiwerkes entkleidet, besonders leicht zu übersehen ist, begreift es sich leicht, wie groß der Wert dieser Bücher für die Forschung ist.“

Die konsequente Auswertung des koranexegetischen Materials aus dem frühen 8. Jahrhundert, in dem Koranverse mit historischen Ereignissen der Prophetenzeit verbunden und interpretiert werden, führt ebenfalls zu neuen Resultaten in der Darstellung von Mohammeds politischen Aktivitäten und ihrer Chronologie. Dem bisher nur wenig beachteten Korankommentar von Muhammad ibn as-Sāʾib al-Kalbī (gest. 763) kommt in dieser Hinsicht eine besondere Bedeutung zu.

### Sīra
Die Sīra von Muḥammad b. Isḥāq, die uns in der Bearbeitung und mit den Ergänzungen beziehungsweise Erläuterungen von Ibn Hischām vorliegt, ist eine weitere historische Quelle im profanen Überlieferungswesen. Viele Berichte führt der Verfasser auf ältere Quellen zurück, die auf das erste muslimische Jahrhundert (7. Jahrhundert n. Chr.) zu datieren sind. Spätere Historiographen, wie at-Tabarī in seiner annalistischen Weltgeschichte, verarbeiten in ihren Werken weitere Nachrichten aus der Frühzeit, die in der „Prophetenbiographie“ nicht enthalten sind. Auf das erste muslimische Jahrhundert gehen einige Berichte des ʿUrwa ibn az-Zubair (gest. um 712) zurück, die, in Form von Briefen abgefasst und an den Umayyaden-Kalifen ʿAbd al-Malik ibn Marwān gerichtet, wichtige historische Details über die Frühzeit der Prophetie enthalten. Diese Nachrichten sind in der genannten Weltgeschichte von al-Tabari in der Überlieferung von ʿUrwas Sohn, Hischam, erhalten; der österreichische Orientalist Aloys Sprenger hat sie 1861 ins Deutsche übersetzt. Nach dem heutigen Stand der Forschung wird die Authentizität dieser Berichte nicht angezweifelt.

### Die Feldzüge (maghazi)
Neben der Prophetenbiographie beschäftigt sich eine weitere historiographische Gattung mit dem Leben und Wirken des Glaubensgründers: die sogenannte Maghāzī-Literatur, in der im engeren Sinne die Feldzüge Mohammeds bis zu seinem Tode chronologisch abgehandelt werden, die ausschließlich in die medinensische Periode seines Wirkens fallen. Das wichtigste Werk in dieser Gattung geht auf al-Wāqidī zurück, der bis 823 in Bagdad wirkte. Eine verkürzte deutsche Übersetzung hat Julius Wellhausen 1882 publiziert. Das Gesamtwerk im Original liegt in drei Bänden seit 1966 im Druck vor. Im weiteren Sinne umfasst aber auch diese Gattung das gesamte Wirken Mohammeds; auch Ibn Ishaqs oben genanntes Werk wird in der Literatur mit dem Wortpaar „maghazi und siyar“ (des Propheten) bezeichnet. Ein weiteres bedeutendes Werk in dieser Gattung, das aber nur fragmentarisch und durch Zitate in späteren Geschichtswerken bekannt ist, geht auf Mūsā b.ʿUqba (gestorben 758) aus Medina zurück; es ist zuletzt vom deutschen Orientalisten Gregor Schoeler (Lit.: Schoeler) quellenhistorisch untersucht worden.

### Das „Klassenbuch“ des Ibn Saʿd
Die vierte historiographische Gattung stellen die sogenannten Klassenbücher („kutub aṭ-ṭabaqāt“) dar; sie sind nicht annalistisch aufgebaut, sondern nach dem Zeitpunkt des Beitritts der behandelten Personen („Sahāba“) zum Islam zusammengestellt worden. Der Anfang dieser Werke ist der Abstammung, dem Leben und Wirken Mohammeds gewidmet. Das bekannteste Werk auf diesem Gebiet schuf ein Schüler des oben genannten al-Waqidi, Muhammad ibn Saʿd aus Basra, der 845 in Bagdad starb. Das Buch ist von den Orientalisten Eugen Mittwoch und Eduard Sachau et alii im Jahre 1917 in neun Bänden erstmals publiziert worden. Das „Klassenbuch“ des Ibn Saʿd ist der Inbegriff für Untersuchungen der islamischen Frühzeit zur Zeit der Prophetie und der Herrschaft der ersten Kalifen.

### Das Leben Mohammeds

#### Moderne Mohammed-Biographien
- Hartmut Bobzin: Mohammed. 4. Auflage. Beck, München 2011, ISBN 978-3-406-44744-0. (Voransicht auf Google Books)
- Frants Buhl: Das Leben Muhammeds. Übersetzt von Hans Heinrich Schaeder. Leipzig 1930; Nachdruck 1954; 3. Auflage. Wissenschaftliche Buchgesellschaft, Darmstadt 1961 (Digitalisat der Universitäts- und Landesbibliothek Sachsen-Anhalt, Halle).
- Michael Cook: Muhammad. Oxford UP, Oxford 1983 (Neudruck 1996), ISBN 0-19-287605-8. (Voransicht auf Google Books)
- Fred M. Donner: Muhammad and the Believers. At the Origins of Islam. The Belknap Press of Harvard University Press, Cambridge MA u. a. 2010, ISBN 978-0-674-05097-6. (Voransicht auf GoogleBooks)
- Hans Jansen: Mohammed. Eine Biographie. (2005/2007) Aus dem Niederländischen von Marlene Müller-Haas. C.H. Beck, München 2008, ISBN 978-3-406-56858-9.
- Adel Theodor Khoury: Muhammad: Der Prophet und seine Botschaft. Herder, Freiburg im Breisgau 2008, ISBN 978-3-451-29825-7.
- Tilman Nagel: Mohammed: Leben und Legende. Oldenbourg, München 2008, ISBN 978-3-486-58534-6. (Voransicht auf Google Books)
- Tilman Nagel: Mohammed. Zwanzig Kapitel über den Propheten der Muslime. Oldenbourg, München 2010, ISBN 978-3-486-59705-9. (Voransicht auf GoogleBooks)
- Rudi Paret: Mohammed und der Koran. 9. Auflage. Kohlhammer, Stuttgart 2005, ISBN 3-17-017360-X. (Voransicht auf Google Books)
- Francis E. Peters: Muhammad and the origins of Islam. State University of New York Press, Albany 1994, ISBN 0-7914-1876-6. (Voransicht auf GoogleBooks)
- Maxime Rodinson. Mohammed. Bucher, Luzern / Frankfurt am Main 1975, ISBN 3-7658-0206-9. (Voransicht der englischen Übersetzung auf GoogleBooks)
- Uri Rubin (Hrsg.): The Life of Muḥammad. Ashgate Variorum, Aldershot 1998, ISBN 0-86078-703-6 (= The Formation of the Classical Islamic World, vol. 4).
- Marco Schöller: Mohammed. Suhrkamp, Frankfurt am Main 2008, ISBN 978-3-518-18234-5.
- W. Montgomery Watt: Muhammad at Mecca. Oxford UP, Oxford 1979 (Reprint), ISBN 0-19-577277-6.
- W. Montgomery Watt: Muhammad at Medina. Oxford UP, Oxford 1981 (Reprint), ISBN 0-19-577307-1. (Online verfügbar)
- W. Montgomery Watt: Muhammad: Prophet and Statesman. Oxford UP, Oxford 1990 (Reprint), ISBN 0-19-881078-4. (Voransicht auf Google Books)

#### Studien zur Quellenproblematik
- Uri Rubin: The eye of the beholder: the life of Muḥammad as viewed by the early Muslims: a textual analysis. Princeton 1995, ISBN 0-87850-110-X.
- Josef Horovitz: The Earliest Biographies of the Prophet and their Authors. Islamic Culture, Bd. 1 (1927): 535–559; Bd. 2. (1928): 22–50; 164–182; 495–526, ISBN 0-87850-118-5 (Reprint 2002).
- Harald Motzki (Hrsg.): The Biography of Muḥammad: The issue of the Sources. Brill, Leiden 2000, ISBN 90-04-11513-7.
- Gregor Schoeler: Charakter und Authentie der muslimischen Überlieferung über das Leben Mohammeds. de Gruyter, Berlin 1966, ISBN 3-11-014862-5. (Voransicht auf GoogleBooks)
- Gregor Schoeler: Mūsā b.ʿUqbas Maghāzī. In: The Biography of Muḥammad: The Issue of the Sources. Hrsg. von Harald Motzki. Brill, Leiden 2000, S. 67–97, ISBN 90-04-11513-7.
- Fuat Sezgin: Geschichte des arabischen Schrifttums. „Geschichtsschreibung“, Bd. 1., S. 237–338. Brill, Leiden 1967, ISBN 90-04-02007-1(Reprint 1996). (Voransicht auf Google Books)